# Fortificacions de Fes
Les fortificacions de Fes comprenen un complex circuit de muralles i portes que envolten Fes el-Bali i Fes el-Jdid, dues aglomeracions urbanes que componen l'antiga medina de Fes, al Marroc. També engloben una sèrie de alcassabes (kasbahs) que es van construir per a protegir i alhora controlar la ciutat. Aquestes fortificacions s'han anat edificant al llarg de molts segles i les extenses restes actuals daten de molts períodes diferents.
Les muralles han patit una complexa evolució al llarg dels segles, amb moltes fases d'expansió, destrucció i reconstrucció que afectaren diferents parts del contorn de la ciutat. També les portes de la ciutat varien molt en disseny i data, des de portes defensives altament fortificades fins a simples obertures en les muralles actuals. Les muralles marcaven els límits físics i simbòlics de la ciutat (i a vegades també de les seues subdivisions), i les portes podien adquirir un significat social o polític afegit. Els principals cementeris de la ciutat es troben justament fora de les portes principals, en concret de les portes de Bab Ftouh, Bab Mahrouk i Bab Guissa.

## Funció de les muralles
Igual que les muralles d'altres ciutats antigues, les de Fes complien una funció tant defensiva com de control. Protegien la ciutat dels atacs i impedien l'entrada d'estranys. Les portes de la ciutat solien estar tancades de nit; els viatgers no podien pas entrar a la ciutat a les hores petites. Les muralles i les portes també controlaven les anades i vingudes dels mateixos habitants de la ciutat, i impedien que ningú no n'eixís si les autoritats ho desitjaven. Una de les funcions més importants era controlar el flux de mercaderies i garantir que fossen gravades. Així es garantia la recaptació eficaç dels ingressos en nom de les autoritats (tenint en compte que tots els socs importants eren dintre muralles). Finalment, una funció més subtil o simbòlica de les muralles era definir els límits de l'espai urbà.
Amb l'arribada de la pólvora, les muralles medievals es tornaren parcialment redundants com a defenses contra altres exèrcits; van romandre, però, pràcticament sense canvis en els segles següents i no van ser pas o redissenyades per a protegir-les contra l'artilleria. Això es deu al fet que Fes era una ciutat central, de l'interior, i poques vegades s'enfrontava a amenaces externes d'exèrcits armats amb pólvora, a diferència de les ciutats costaneres atlàntiques del Marroc, que eren sovint ocupades per forces estrangeres portugueses i espanyoles. Només una vegada Fes fou presa per un exèrcit estranger: els otomans, amb l'ajut d'un supervivent de la dinastia wattàssida, la van ocupar al 1554 durant menys d'un any abans que els sadites marroquins la recuperassen. Més tard, els sadites construïren les úniques fortaleses a Fes dissenyades per a resistir la pólvora, però fins i tot aquestes semblen haver tingut més la intenció d'imposar el control sadita sobre la ciutat, sovint rebel. En canvi, els beduïns locals o altres invasors potencials del camp rares vegades estaven equipats amb artilleria, i per això les muralles existents eren suficients per a defensar-se'n.
Les muralles continuaren exercint les funcions més administratives. En conseqüència, les portes de la ciutat es consideraven més formals i decoratives, i servien a vegades com a entrades monumentals a la ciutat; la construcció en el segle xx de la porta ornamental de Bab Bou Jeloud per part de l'administració estrangera colonial francesa és el resultat d'aquest canvi de finalitat.

## Mètodes de construcció i manteniment

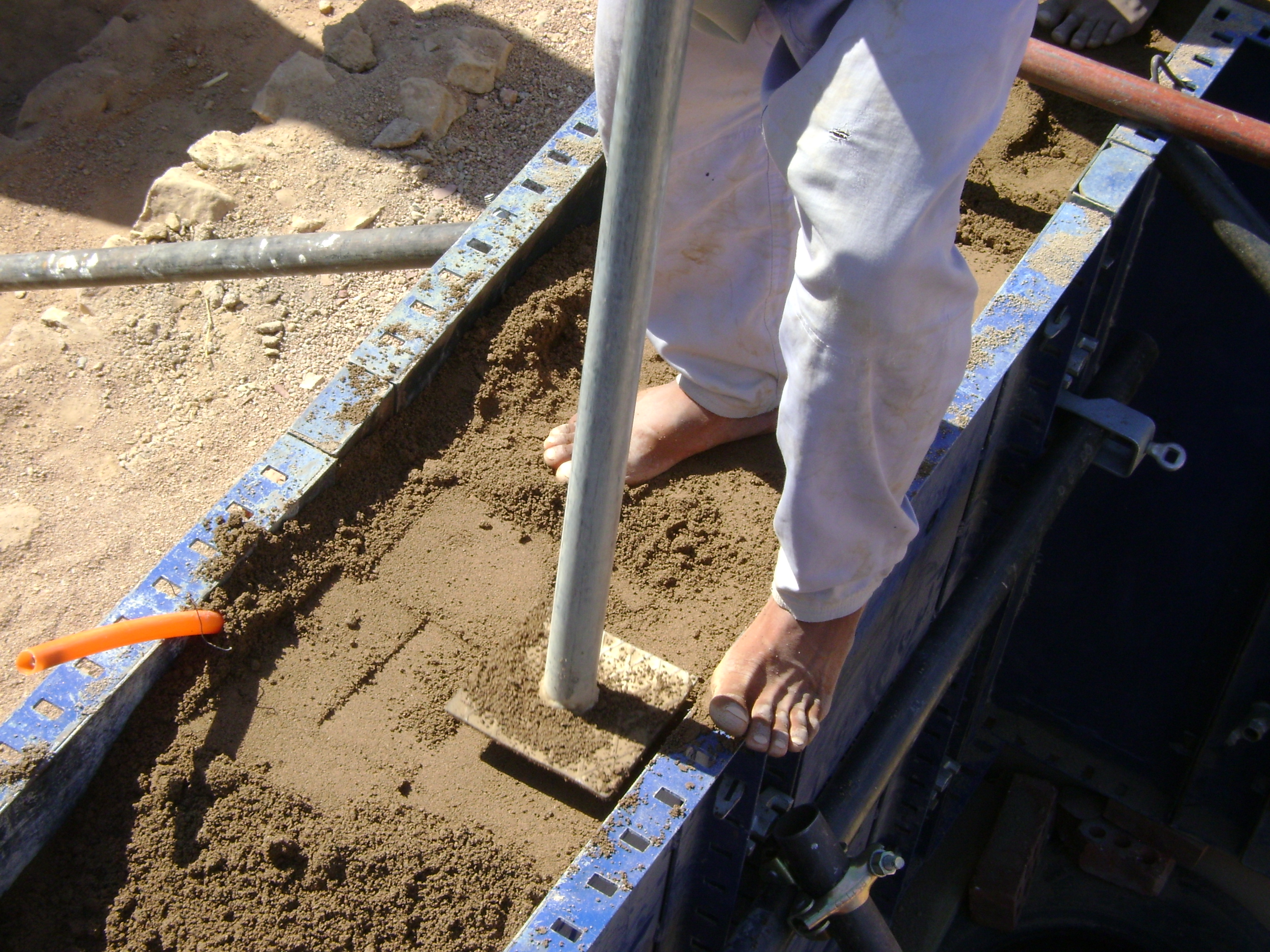
Exemple general de construcció d'un mur de tàpia amb bastides de metall en lloc de fusta

Les muralles de Fes, com les de Marràqueix i la majoria de les ciutats històriques del Marroc, es van construir amb tàpia, una antiga tècnica de construcció que es troba en l'Orient Pròxim, Àfrica i més enllà. També se la coneix com a «pisé» (del francés). En general, es feia amb materials locals i fou molt utilitzada gràcies al seu baix cost i relativa eficiència. La tàpia contenia fang i terra de consistència variable (des d'argila suau fins a terra rocosa), normalment barrejats amb altres materials com ara palla o calç per a ajudar a l'adherència. L'afegit de calç també feia que les parets fossen més dures i resistents, tot i que açò variava segons els llocs, ja que algunes àrees tenien terra que s'enduria bé per si sola mentre que d'altres no (per exemple, les muralles de Fes i la propera Meknés contenen fins a un 47% de calç enfront d'un 17% a Marràqueix i un 12% a Rabat). La tècnica encara s'usa hui dia, tot i que la composició i proporció d'aquests materials ha continuat canviant amb el temps, perquè alguns materials (com l'argila) se n'han tornat relativament més costosos que altres (com la grava).:80

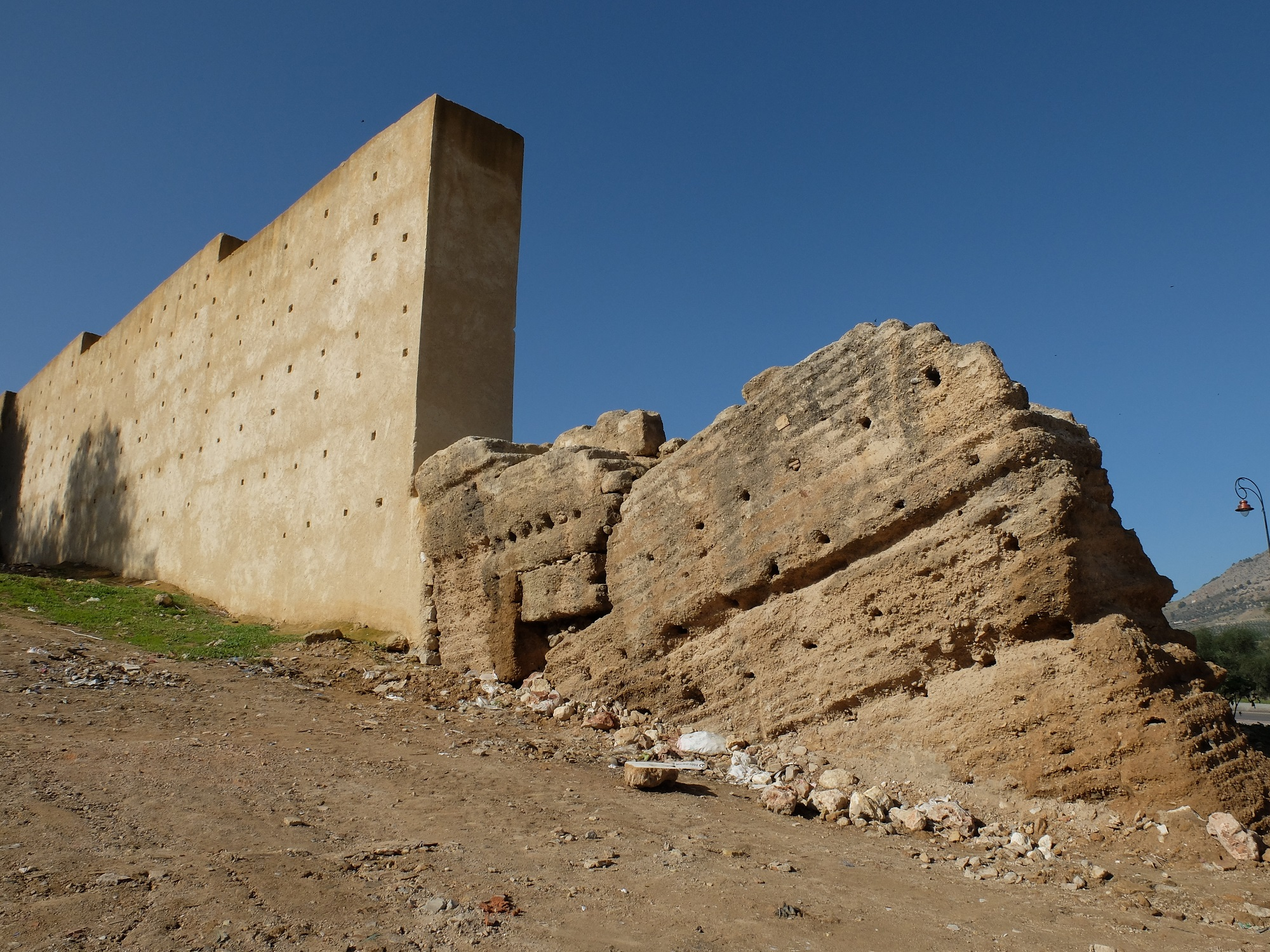
Secció restaurada (esquerra) al costat de no restaurada (dreta) del mur de tàpia prop de Bab Guissa, a Fes el-Bali

Els obrers de vila de les muralles van premsar i empaquetar els materials en seccions que van de 50 a 70 cm de llarg, que es mantenien unides un temps amb taulers de fusta. Una vegada el material assentat, es podien retirar les subjeccions i es repetia el procés sobre el nivell prèviament completat. Aquest procés sol deixar petjades en forma de múltiples fileres de petits forats visibles a la cara dels murs. En molts casos, els murs es cobrien amb una capa de calç, estuc o un altre material per a donar-los una superfície llisa i protegir l'estructura principal.
Aquesta mena de construcció requereix un manteniment constant, ja que els materials són relativament permeables i s'erosionen més fàcilment amb la pluja; en algunes parts del Marroc (sobretot a prop del Sàhara) les kasbahs i altres estructures fetes amb una composició menys duradora (sense calç) poden començar a enfonsar-se en menys de dues dècades després d'haver estat abandonades. És per això que les estructures antigues d'aquesta mena només romanen intactes si es restauren contínuament; alguns trams de paret semblen hui completament nous a causa del manteniment regular, mentre que altres estan en ruïnes.

## Evolució històrica de les muralles de la ciutat

### Història primerenca de Fes: ciutats duals
Els detalls exactes de la fundació de Fes són debatuts pels investigadors actuals, basant-se en fonts històriques a voltes contradictòries. Tot i que les dates varien lleugerament, les fonts coincideixen que Idrís al-Àkbar fundà el primer assentament urbà, Madínat Fas, a la riba oriental del Oued Fes (‘riu Fes'; ara també anomenat Oued Bou Khrareb), mentre que el seu fill Idrís al-Àsghar va fundar un segon assentament, al-Àliya, a la riba occidental. Les fonts coincideixen que aquestes dues primeres ciutats tenien les seues muralles, mesquites i institucions separades, i sovint eren rivals. Aquest centre urbà, però, fou la capital idríssida i continuà sent una de les principals ciutats del Marroc fins i tot després del declivi dels idríssides.

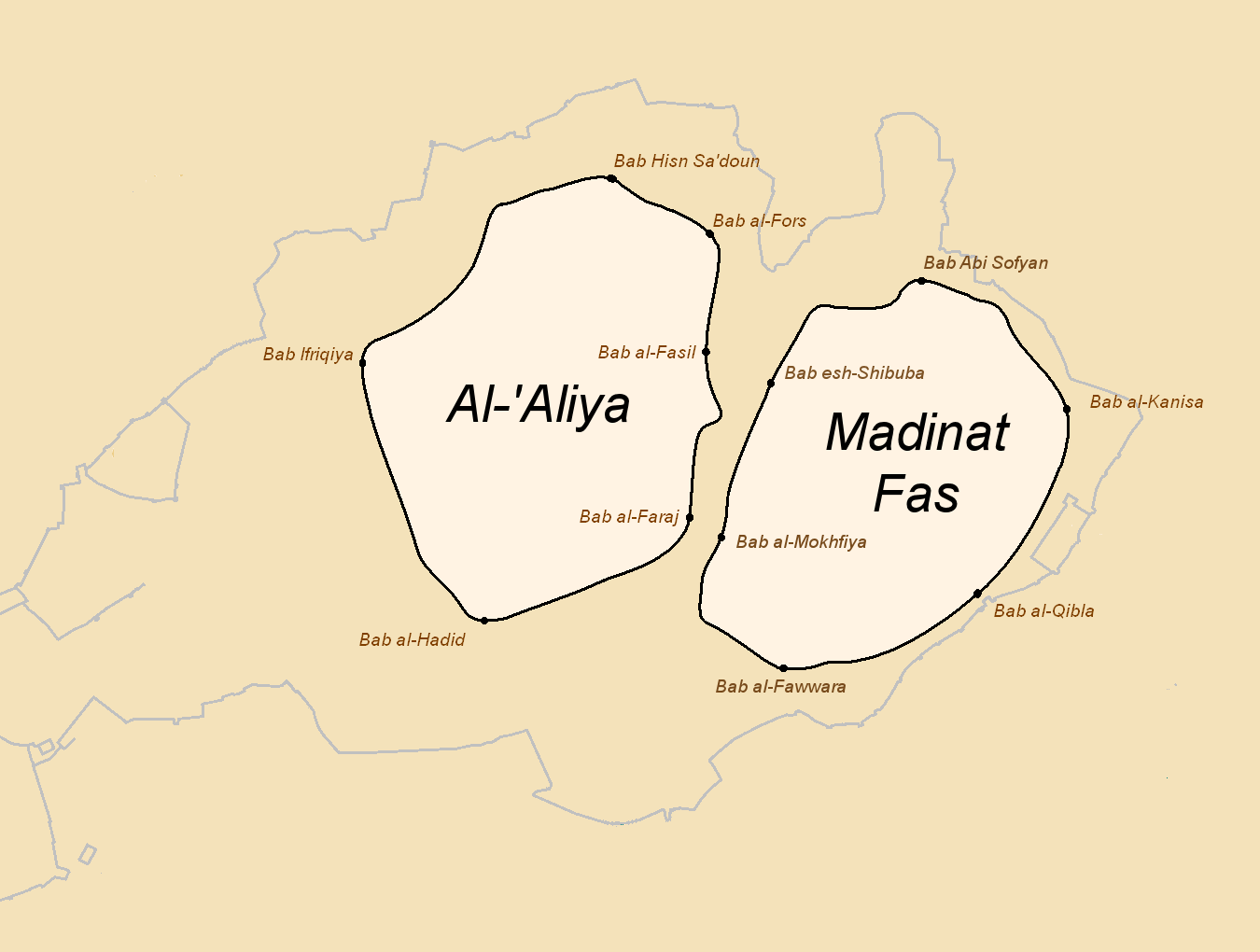
Fes abans de 1069: el contorn aproximat de les ciutats duals d'al- Aliya i Madinat Fas, amb les seues muralles (segons Lévi-Provençal). El riu (no traçat) corre entre elles. Les línies grises representen el contorn de les muralles actuals

### Època almoràvit i almohade: la unificació de les dues ciutats

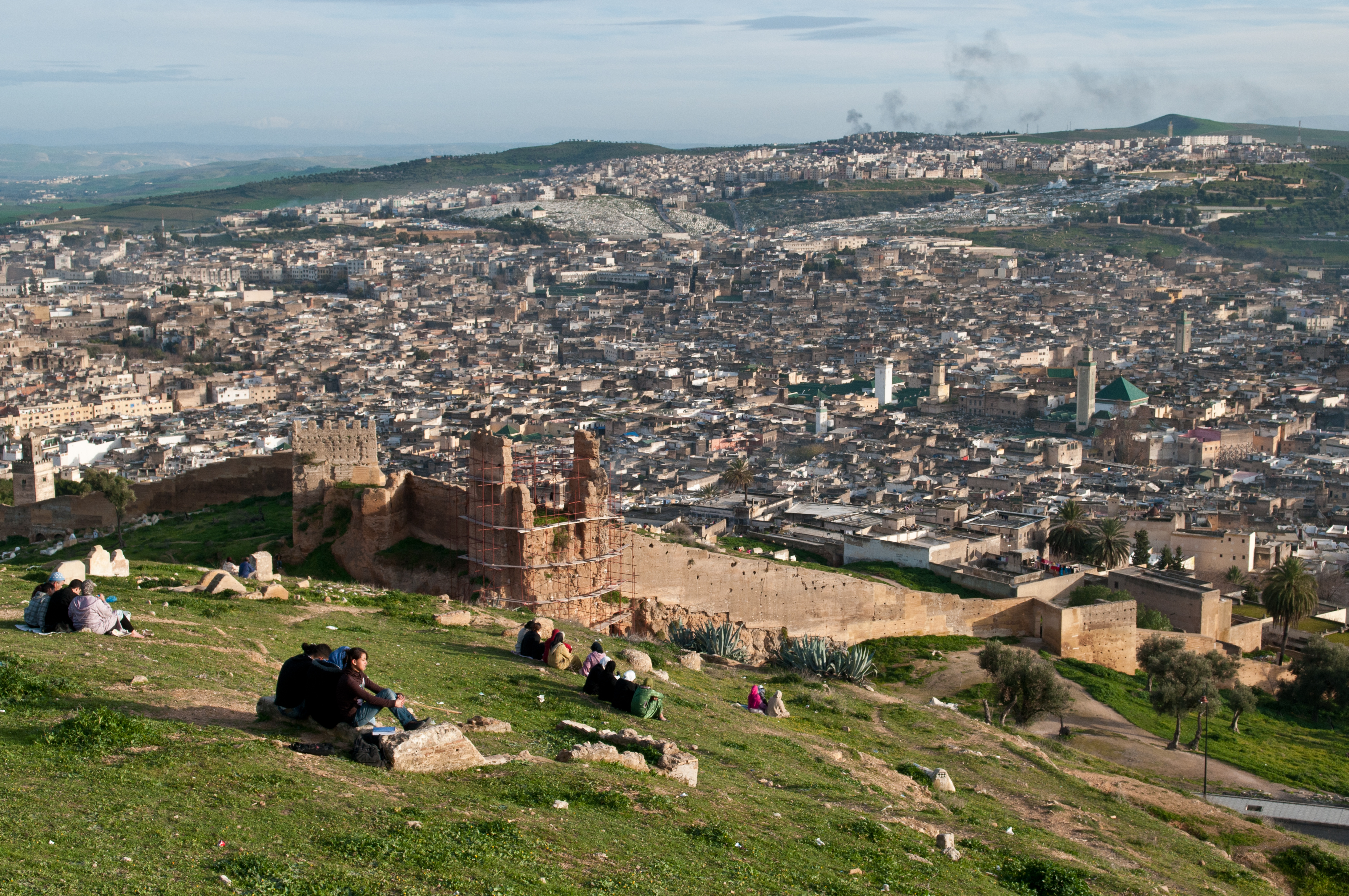
Els trams més septentrionals de les muralles, que semblen ser els més antics que es conserven en l'actualitat

El 1069, l'emir almoràvit Yússuf ibn Taixfín va ordenar enderrocar les muralles de les dues ciutats i construir una de nova al voltant de totes dues ciutats, unificant-les així per primera volta. Tot i que els almoràvits van establir la capital a Marràqueix, Fes fou una de les seues ciutats més importants. Construïren una kasbah (alcassaba) a l'extrem est de la ciutat, probablement al mateix lloc que la posterior Kasbah Bou Jeloud.

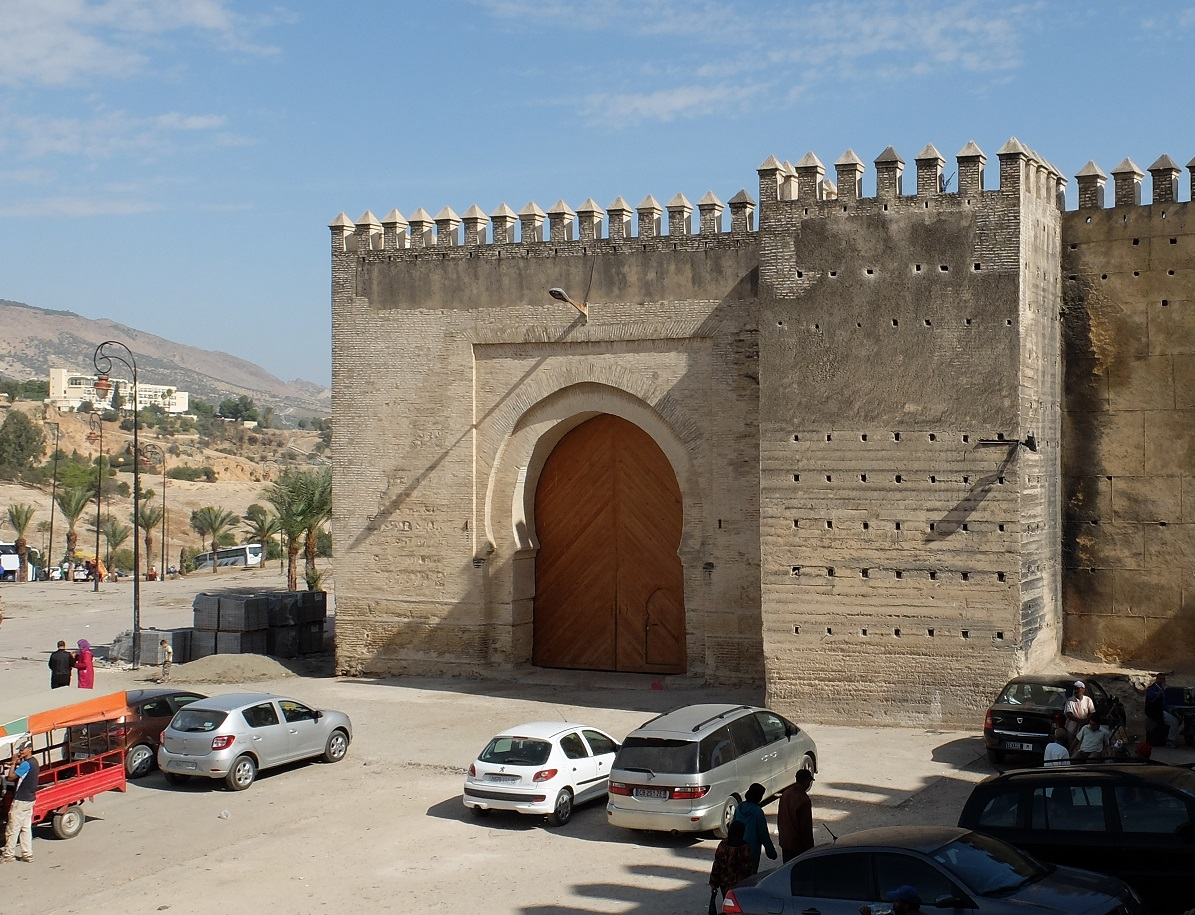
Bab Mahrouk, porta occidental de la ciutat, d'època almohade

El 1145 el dirigent almohade Abd-al-Mumin ibn Alí va assetjar i conquistar la ciutat durant el derrocament almohade dels almoràvits. Per la feroç resistència que hi van trobar per part de la població, els almohades destruïren les fortificacions de la ciutat. A causa, però, de la contínua importància econòmica i militar de Fes, el califa almohade Abu-Yússuf Yaqub al-Mansur va ordenar reconstruir les muralles.:36 :606  Les muralles foren acabades pel seu successor Muhàmmad an-Nàssir al 1204, que els donà la forma definitiva i establí el perímetre de Fes el-Bali tal com és ara. (Tot i que, segons un altre autor, la reconstrucció de les muralles la va ordenar Muhàmmad an-Nàssir el 1212, després de la seua derrota a Las Navas de Tolosa a la península Ibèrica.):18  Moltes de les portes principals de la ciutat es van construir en aquesta època. Com que Fes havia crescut, el nou perímetre de muralles almohades era major que el de les antigues almoràvits. :607  Com altres muralles marroquines, l'edificaren en tàpia amb fonaments de pedra, i la reforçaren amb torres rectangulars. Els almohades també construïren la Kasbah Bou Jeloud al lloc on era l'antiga kasbah almoràvit, a l'extrem occidental de la ciutat (just a l'oest de l'actual Bab Bou Jeloud), i també van construir la kasbah inicial que ocupa el lloc de l'actual Kasbah an-Nouar. :109  No tot el terreny dins les muralles estava densament habitat; gran part continuava relativament oberta i ocupada per conreus i jardins dels habitants.
Hui, sembla que les seccions del nord de les muralles de Fes el-Bali són les més antigues que resten de les muralles de Fes i que es remunten al període almohade. Les portes fortificades de Bab Mahrouk i Bab Guissa conserven les formes del període almohade.

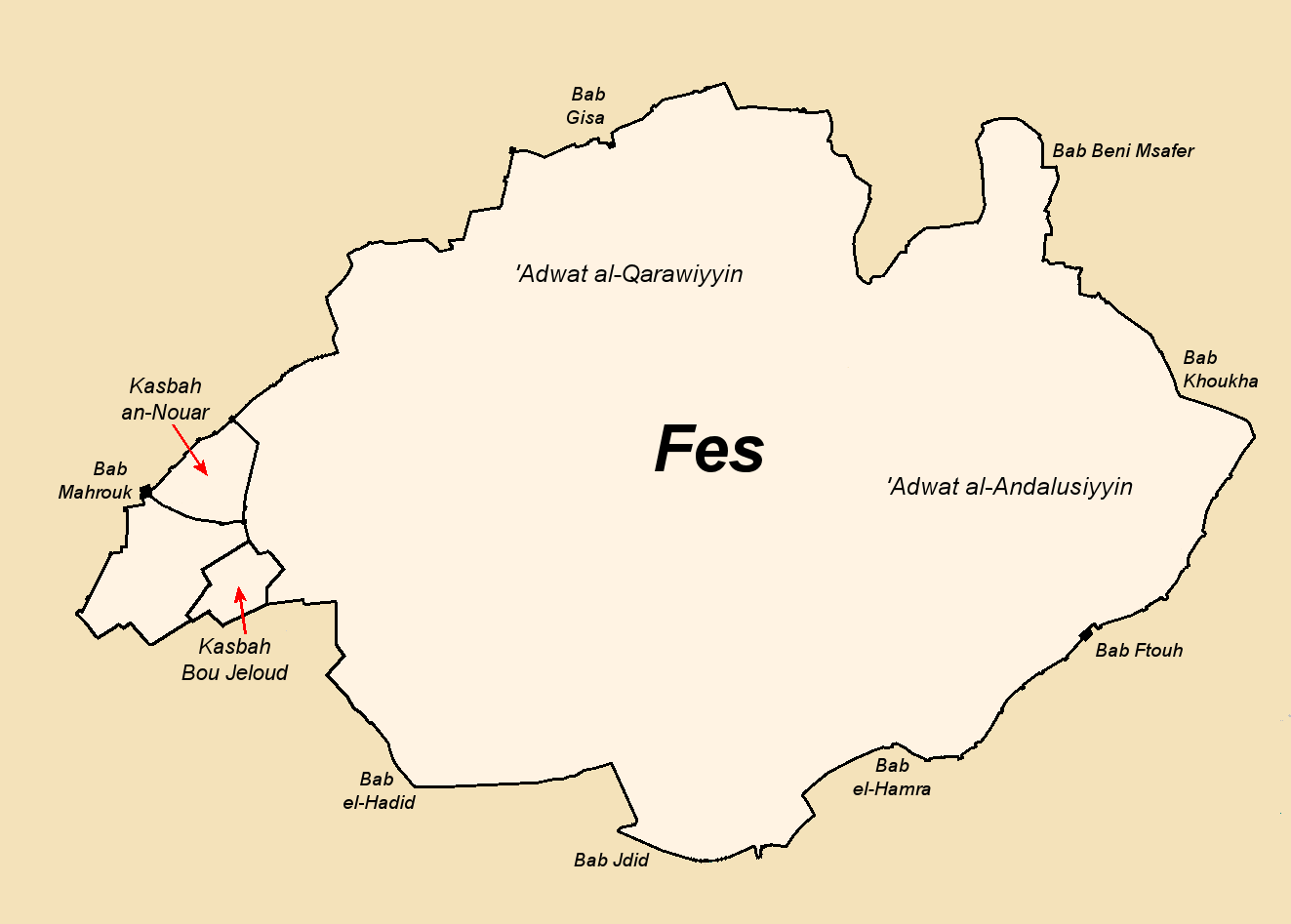
Les muralles de Fes sota els almohades, després de la unificació de les dues ciutats sota els almoràvits. Aquests establiren una kasbah a l'oest de la ciutat. Els almohades reconstruïren les muralles a principis del i van afegir una segona kasbah, la Kasbah An-Nouar, a l'oest

### Època marínida: la creació de Fes el-Jdid

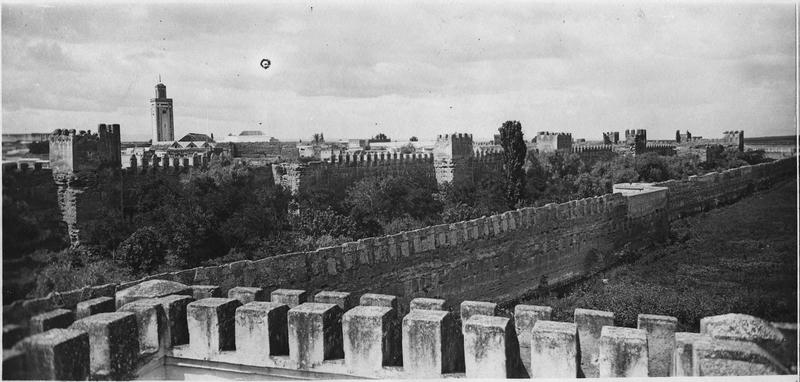
Murs marínides al nord de Fes el-Jdid (fotografia de 1916)

El 1248, Fes va ser conquerida pels marínides al comandament d'Abu Yahya, que n'expulsaren els almohades. El 1250, però, mentre el soldà estava en campanya, els habitants de Fes es rebel·laren i la ciutat tornà a ser reconquerida després d'un setge de 9 mesos. Potser a causa d'aquesta ratxa recurrent de rebel·lió i resistència, el soldà marínida Abu-Yússuf Yaqub ibn-al-Haqq va decidir, el 1276, construir una ciutat reial nova a l'oest de la ciutat vella, en un terreny més alt. Aquesta part es va anomenar Fes el-Jdid (Nova Fes) i incloïa el palau reial dels sultans (Dar al-Makhzen), els barris administratius de l'estat i la caserna de l'exèrcit.

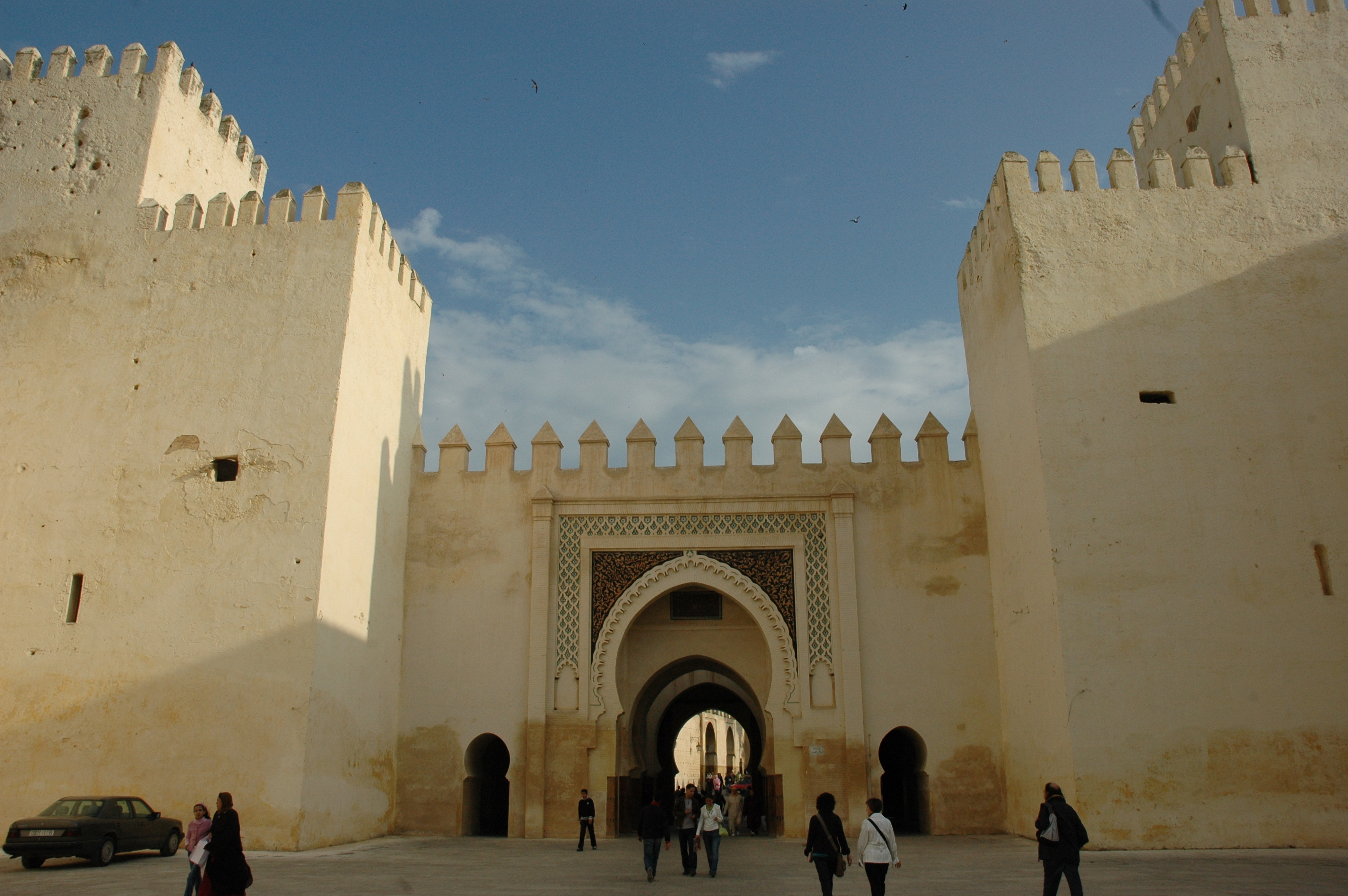
Bab Dekkakin, la principal entrada nord a Fes el-Jdid. L'estructura principal data del període marínida, però la porta fou modificada i redecorada a la fi del i principis del

Fes el-Jdid tenia les seues muralles i portes fortificades. L'entrada nord, al començament del camí a Meknés, tenia un pont fortificat (ara el Vell Mecúar) sobre l'Oued Fes. Aquest pont era entre dues portes: Bab és-Sebaa (l'actual Bab Dekkakin) i Bab el-Qantara (o Bab el-Oued; ara reemplaçada per la porta de Dar al-Makhzen). La porta sud de la ciutat, Bab 'Oyun Sanhaja (més tard Bab Semmarine), i l'occidental, Bab Agdal, compartien un disseny defensiu semblant amb Bab es-Sebaa en tenir una entrada inclinada i torres laterals. A dins, la ciutat se subdividia en districtes, alguns dels quals, com Dar al-Makhzen, tenien murs i portes que els separaven dels altres. Un altre districte, conegut com Hims i després convertit en el Mellah jueu, també s'afegí al sud de Bab Semmarine, entre les muralles internes i externes de la ciutat d'aquest costat.
La major part del perímetre exterior de Fes el-Jdid es protegia per un conjunt de murs dobles; un mur interior alt amb pesades torres quadrades a intervals regulars i un mur exterior més petit amb torres menors. Hui, una secció d'aquests murs s'ha conservat entre Lalla Mina i els Jardins d'Agdal, dins el perímetre de Dar al-Makhzen. Al nord de la ciutat, la muralla exterior més menuda sembla haver-se estés cap a l'exterior per a tancar el Jardí de Mosara, un jardí reial creat pels marínides al 1287, quasi tan gran com la ciutat. L'aqüeducte que proveïa d'aigua aquest jardí corria entre Bab Dekkakin i la porta de Bab Segma al nord (compost per dues enormes torres octogonals que encara es veuen hui), i després s'incorporà als murs molt més recents del Nou Mecuar.
El perímetre oriental de Fes el-Jdid, enfront de Fes el-Bali, estava més fortificat: tant la muralla interior com l'exterior eren igualment massisses, i entre aquestes discorria un llarg passadís militar. La fortificació addicional d'aquest costat s'ha interpretat com un indici que les defenses de la ciutat reial tenien per objecte tant protegir el règim dels inquiets habitants de l'antiga Fes com rebutjar els invasors externs. Els marínides, però, també van restaurar i reparar les muralles de Fes el-Bali, a més de construir prestigioses madrasses i altres embelliments de la ciutat antiga. L'apogeu dels marínides fou una època daurada també per a Fes.
Hui, les muralles i portes de Fes el-Jdid encara daten en gran part del període marínida. Algunes seccions, però, s'han ampliat al llarg dels anys, i les de Dar al-Makhzen, en particular, es van ampliar per a nous jardins i extensions del palau.

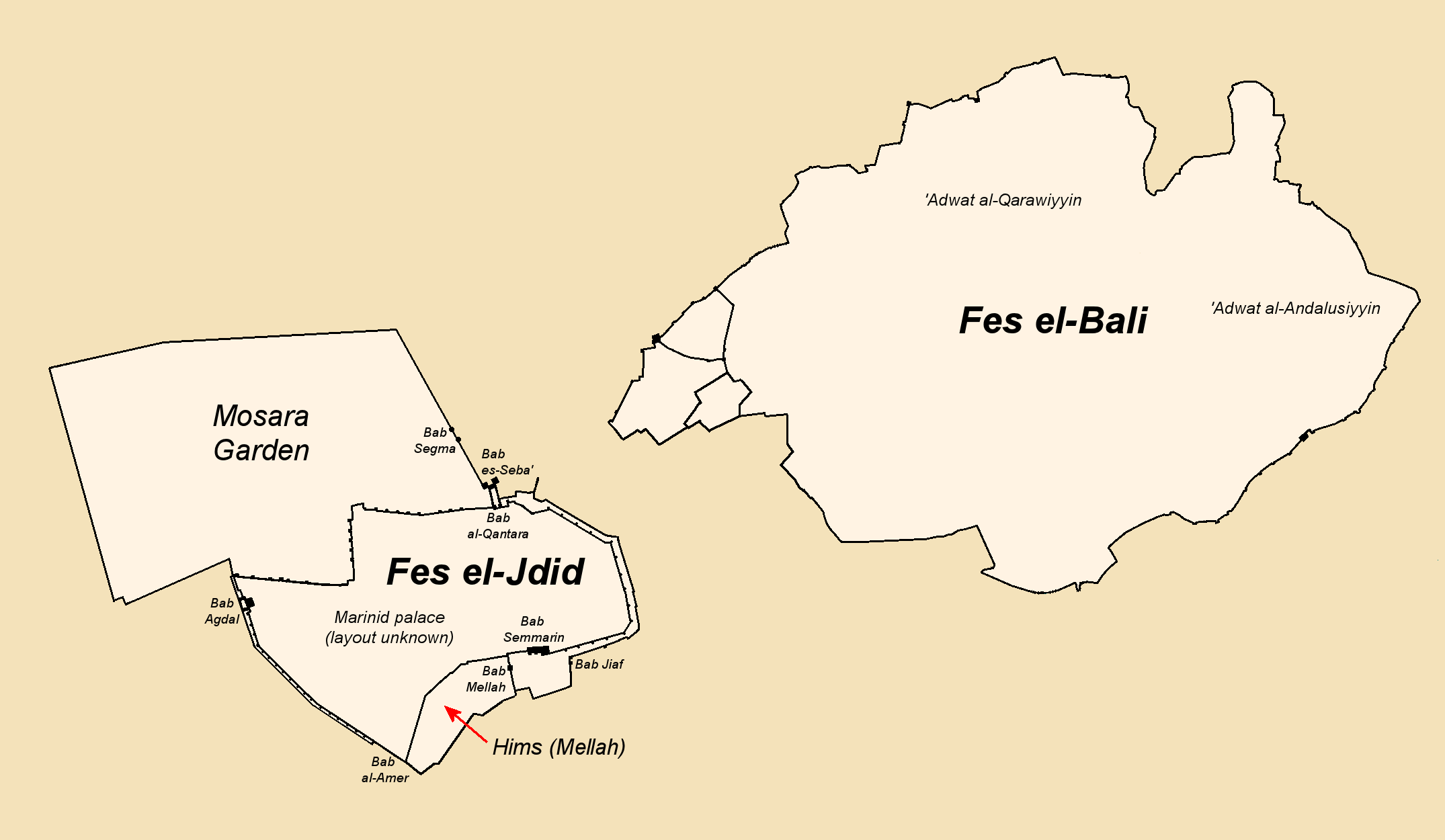
Les muralles de Fes el-Bali i Fes el-Jdid durant l'era marínida. Fes el-Jdid tenia barris musulmans i, amb el temps, un barri jueu (el Mellah), així com palaus marínides. La disposició original d'aquests palaus ja no es coneix. Al nord, aquests van crear un vast jardí conegut com al-Masara, tancat amb les seues muralles

### Època sadita: control de Fes

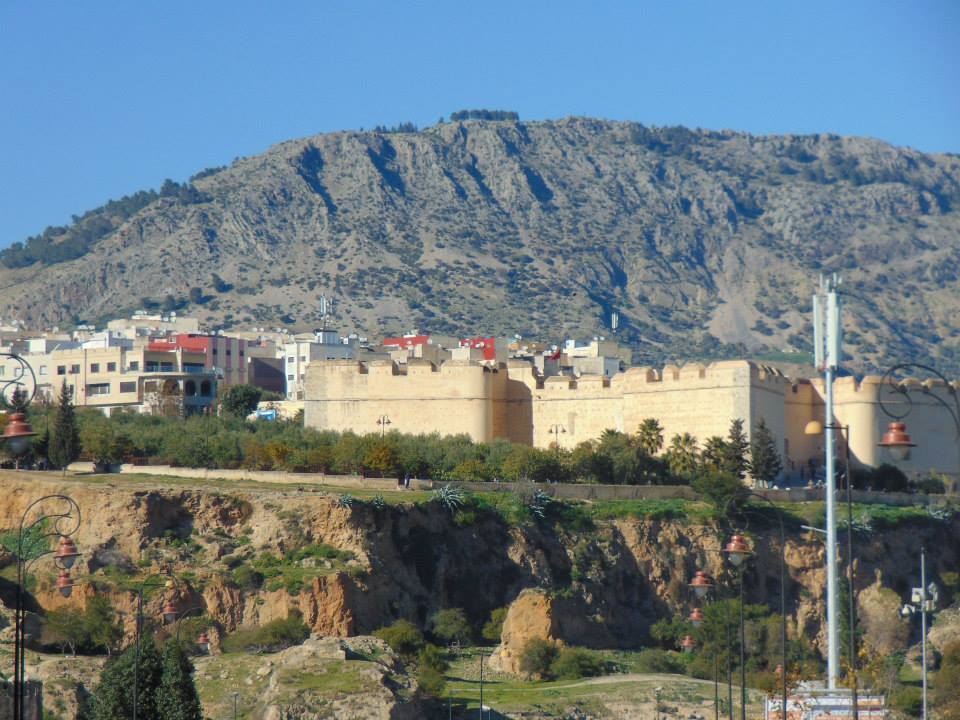
La fortalesa del Borj Nord, als pujols del nord que dominen Fes el-Bali

Després del declivi dels marínides i els seus successors wattàssides, Fes entrà en un període de relativa foscor. El soldà sadita Mahàmmad aix-Xaykh va assetjar i conquistar Fes el 1549, després d'una forta resistència. El 1554-55, un membre supervivent de la dinastia wattàssida restablí el control sobre Fes i els sadites es van veure obligats a assetjar i reconquerir Fes de nou. En reprendre la ciutat, els sadites es revenjaren d'alguns dirigents locals i van tractar malament la població en general, i això afermà encara més l'hostilitat dels habitants cap a la nova dinastia. Sembla que, com a resultat d'aquesta tensió persistent, els sadites construïren forts i baluards al voltant de la ciutat per a mantenir el control sobre la població. La majoria se situaven en terrenys alts que dominaven Fes el-Bali, des d'on podien bombardejar la ciutat amb canons. Aquests inclouen la Kasbah Tamdert, just dins les muralles de la ciutat a prop de Bab Ftouh, i els forts de Borj Nord (Borj al-Shamali) als turons del nord, Borj Sud (Borj al-Janoub) als turons del sud, i el Borj Sheikh Ahmed a l'oest, en un punt de les muralles de Fes el-Jdid que era més a prop de Fes el-Bali. Aquests es construïren a la fi del segle xvi, en la seua majoria pel soldà Àhmad al-Mansur. Altres dos bastions, Borj Twil i Borj Sidi Bou Nafa', també es feren al llarg de les muralles de Fes el-Jdid, al sud de Borj Sheikh Ahmed. El Borj Nord, el Borj Sud i aquests bastions (a voltes denominats bastiun, en àrab) de Fes el-Jdid són les úniques fortificacions que mostren influència europea (probablement portuguesa) en el disseny, actualitzat per a servir de defenses en l'època de la pólvora. És possible que algunes es construïssen amb presoners de guerra europeus procedents de la victòria dels sadites sobre els portuguesos en la batalla de Kasr al-Kabir o dels Tres Reis al 1578.

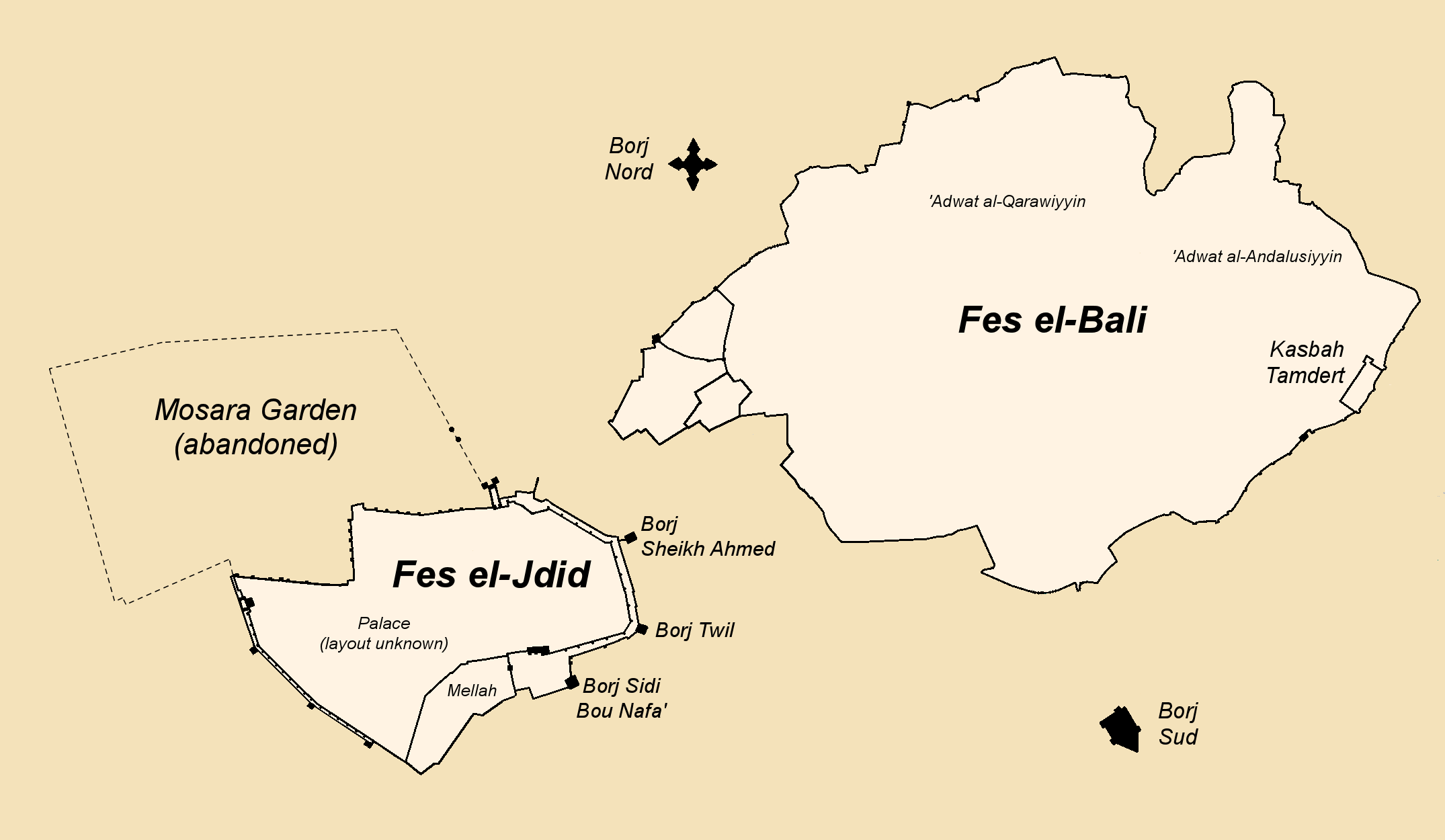
Fes sota control sadita. Els sadites construïren moltes fortaleses noves per a imposar ordre i millorar les defenses. El Borj Nord i el Sud es construïren fora muralles de Fes el-Bali, als pujols del nord i sud. La Kasbah Tamdert es va construir al costat de Bab Ftouh (al sud-est). S'afegiren tres baluards principals a les defenses de Fes el-Jdid als costats est i sud: Borj Sheikh Ahmed, Borj Twil i Borj Sidi Bou Nafa'. També s'afegiren altres baluards menys notables al costat oest

### Època alauita: vinculació de Fes el-Jdid amb Fes el-Bali

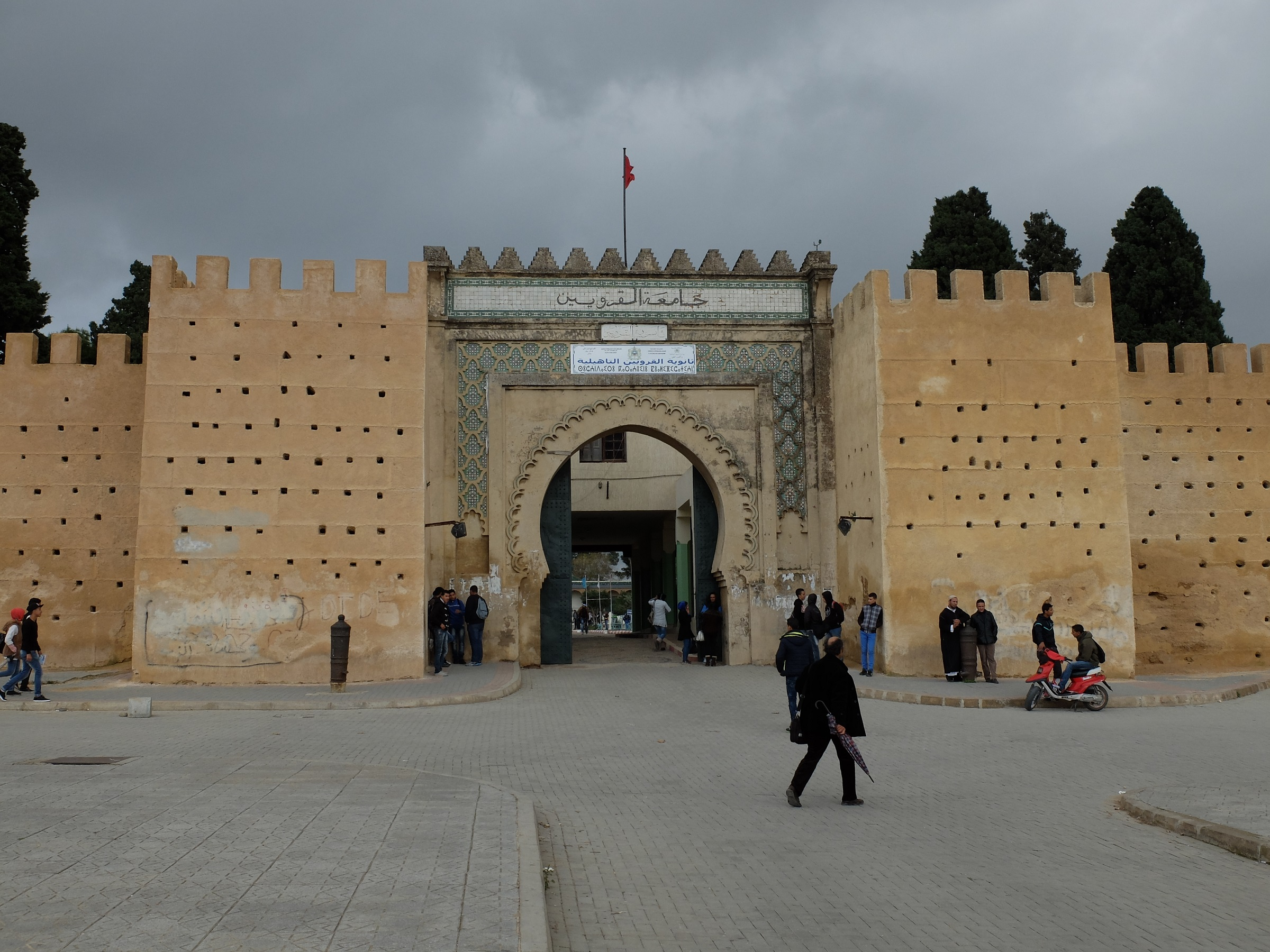
L'entrada de la Kasbah Cherarda hui

El fundador de la dinastia alauita, Mulay al-Rashid, va prendre Fes el 1666 i la feu la seva capital. Restaurà la ciutat després d'un llarg període d'abandó. Va construir la Kasbah Cherarda (també coneguda com a Kasbah al-Khemis), al nord de Fes el-Jdid i del Palau Reial, per a albergar gran part de les seues tropes tribals. També restaurà el que es va conéixer com la Kasbah an-Nouar, que esdevingué l'habitatge dels seus seguidors de la regió de Tafilalt (la llar ancestral de la dinastia alauita). Per aquesta raó, la kasbah també es coneixia com a Kasbah Filala ('Kasbah de la gent de Tafilalt').
Després de la mort de Mulay al-Rashid, Fes va travessar un altre període fosc, però a partir del regnat de Mulay Muhammad ibn Abdallah, va recuperar el seu poder i prestigi. Els alauites van continuar reconstruint o restaurant monuments, i ampliaren el recinte del Palau Reial. El darrer i més important canvi en la topografia de Fes es feu durant el regnat de Mulay Hasan I (1873-1894), que va unir Fes el-Jdid i Fes el-Bali construint un corredor emmurallat entre totes dues. Dins d'aquest, entre les dues ciutats, es troben nous jardins i palaus d'estiu per a la reialesa i l'alta societat, com ara els Jardins Jnan Sbil.
El contorn de Fes el-Jdid (i del Palau Reial, al seu interior) també es modificà moltes vegades en aquest període. En el segle xix, la creació dels vastos Jardins de l'Agdal, a l'oest, i l'afegit del Mecuar de Bab Bou Jat i el Nou Mecuar al nord van ampliar el perímetre de la ciutat i feren desviar el Oued Fes cap al nord.

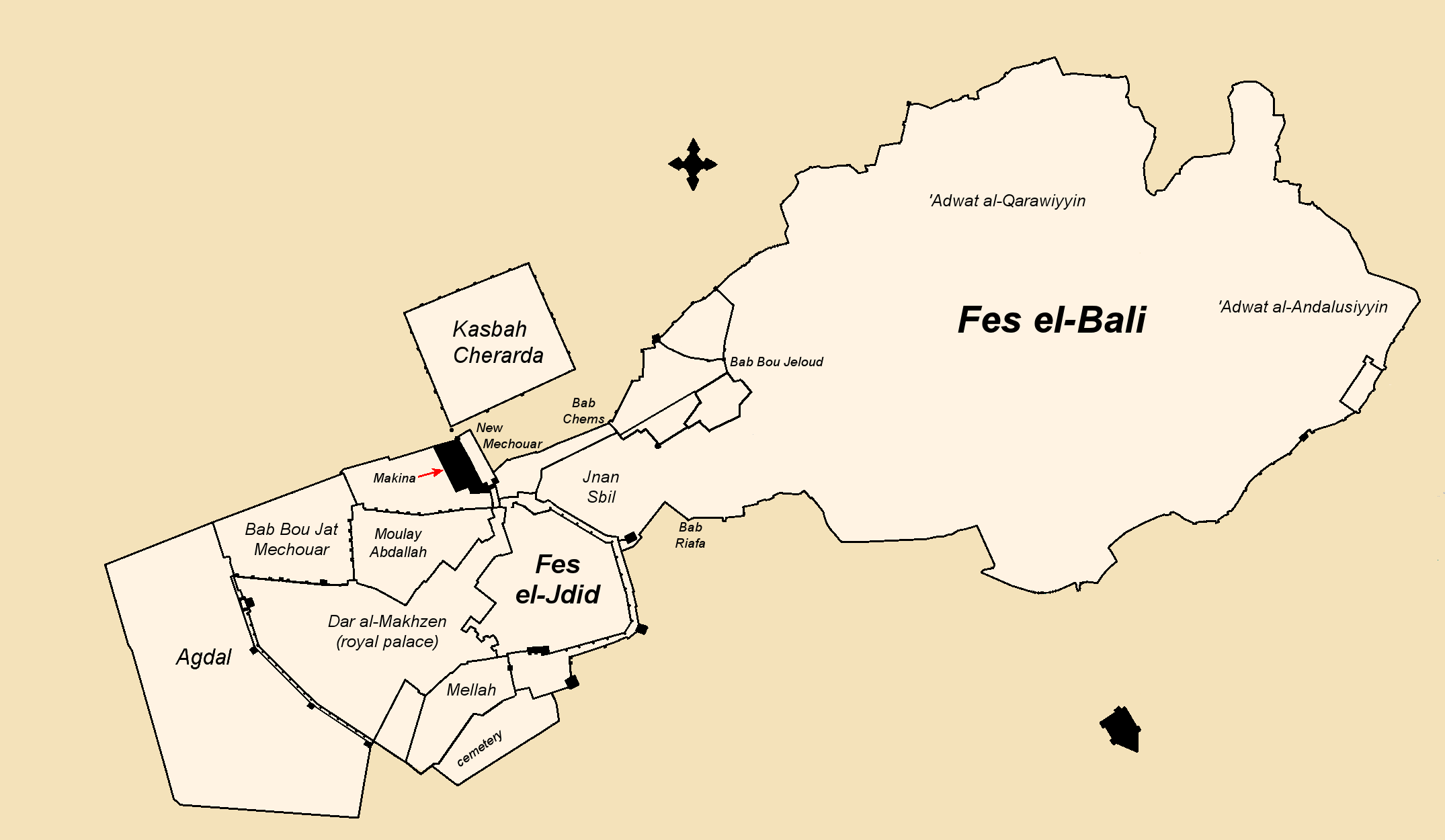
Les muralles de Fes al voltant de 1913, al final de tots els principals afegits de l'era alauita. La forma final de Dar al-Makhzen es coneix en aquest punt, després de moltes expansions. Mulay al-Rachid també agregà Kasbah Cherarda al nord de Fes el-Jdid, Abd al-Rahman afegí Bab Bou Jat Mechouar, mentre que Hasan I va unir Fes el-Jdid i Fes el-Bali amb murs a finals del. Mulay Hasan també va crear els jardins Jnan Sbil i Agdal, així com el Nou Mechouar, al costat del qual era el Dar al-Makina

## Kasbahsi fortaleses
Es van construir diverses fortaleses i recintes fortificats en tota la ciutat durant moltes èpoques. El terme «kasbah» (àrab: قَـصَـبَـة, qaṣaba, ‘alcassaba’) s'emprava per a denotar una gran quantitat de recintes fortificats, des de petits forts de guarnició fins a ciutadelles més grans, moltes anomenades per l'origen ètnic o geogràfic dels soldats que s'hi instal·laven. El terme borj (àrab: برج, burj), que generalment significa ‘torre’, s'aplicà a una sèrie d'estructures i baluards militars fortificats, sobretot els de l'era sadita. Tot seguit, hi ha una llista de les estructures més importants:
- Kasbah Bou Jeloud: aquesta kasbah ja no està fortificada hui, però conserva la petjada en el disseny de la zona, que inclou la Mesquita Bou Jeloud d'època almohade.[2] Fou ciutadella dels almoràvits i després de les autoritats almohades, i s'utilitzà com a residència del governador fins al segle xx.[2]
- Kasbah an-Nouar: també coneguda com a Kasbah Filala, data de les èpoques almohade i alauita.[2]
- Kasbah Cherarda: també coneguda com a Kasbah al-Khemis, data de l'època alauita.[2]
- Kasbah Tamdert: a prop de la porta Bab Ftouh, al sud-est, data del període sadita.[2]
- Borj Nord: aquest fort sadita mostra els signes més clars de la influència europea en l'estructura i s'alça sobre els turons del nord de la ciutat, a prop de les tombes marínides.[1][2] Hui alberga el Museu d'Armes.[1]
- Borj Sud: el «germà» del Borj Nord, es troba als turons que dominen Fes el-Bali des del sud.[2]
- Baluards de Fes el-Jdid: aquestes tres enormes torres les construïren els sadites a les cantonades est i sud-est de les muralles de Fes el-Jdid.[2]
  - Borj Sheikh Ahmed: el bastió més al nord i a l'est, fou construït a la cantonada de les muralles més properes a Fes el-Bali. Hui també es pot veure amb vista a l'extrem sud dels Jardins Jnan Sbil.
  - Borj Twil: el bastió del sud-est, situat entre els altres dos.
  - Borj Sidi Bou Nafa': el baluard més al sud, situat al costat sud del que solia ser la Porta de Bab Jiaf (també coneguda com a Bab Sidi Bou Nafa; ara ocupada per una carretera).

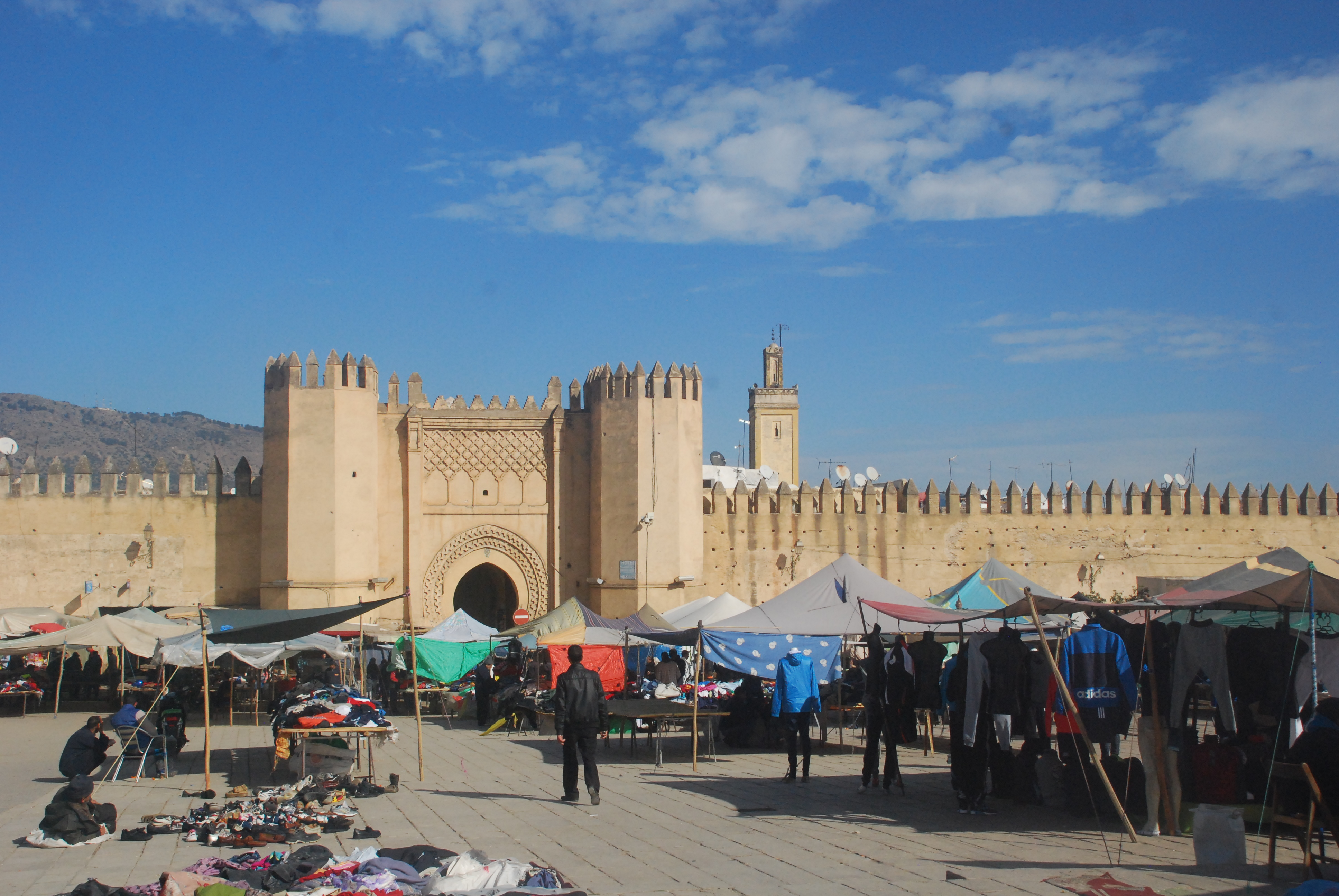
Kasbah an-Nouar (vista exterior des del sud)
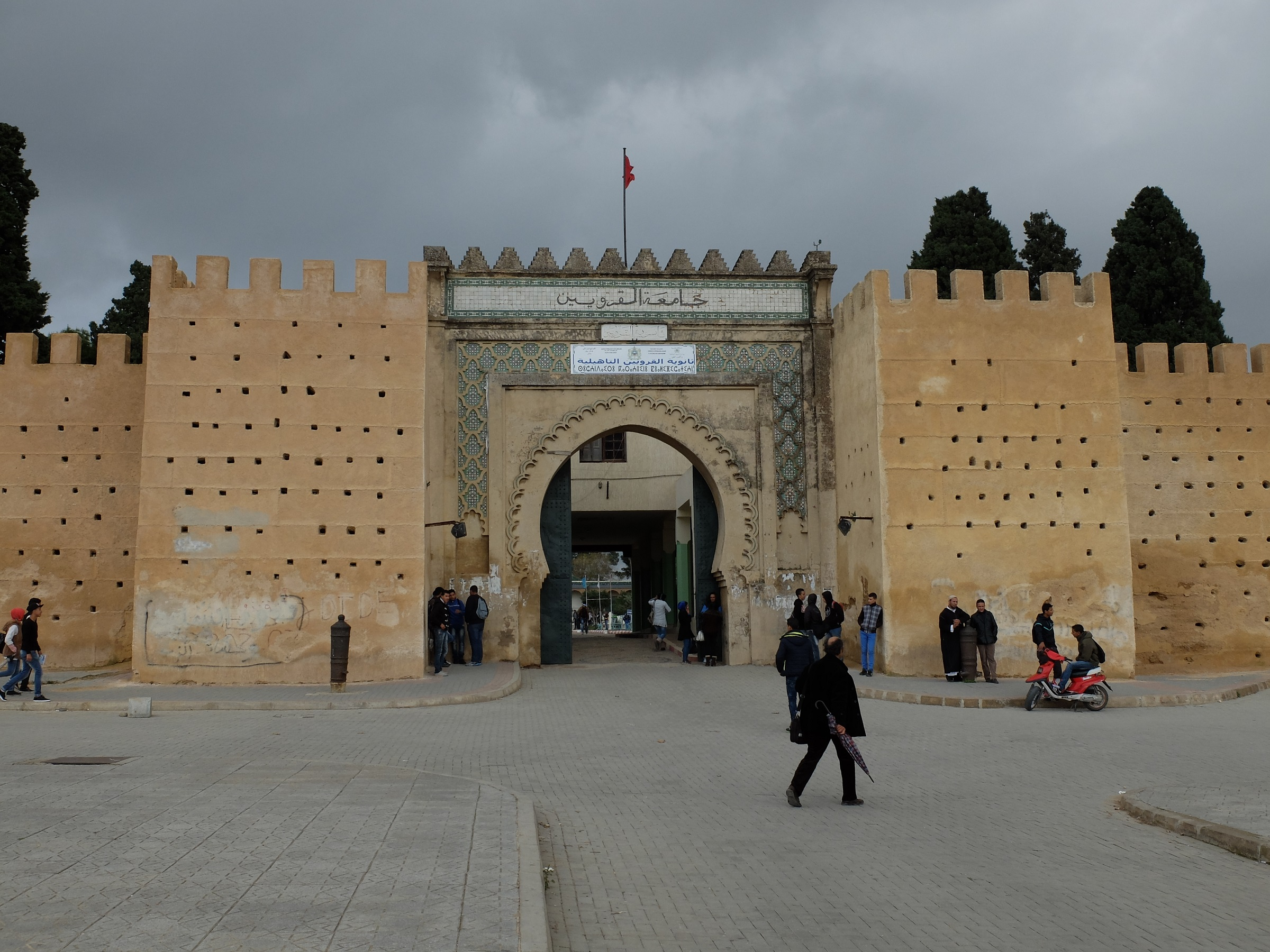
Kasbah Cherarda (porta d'entrada)
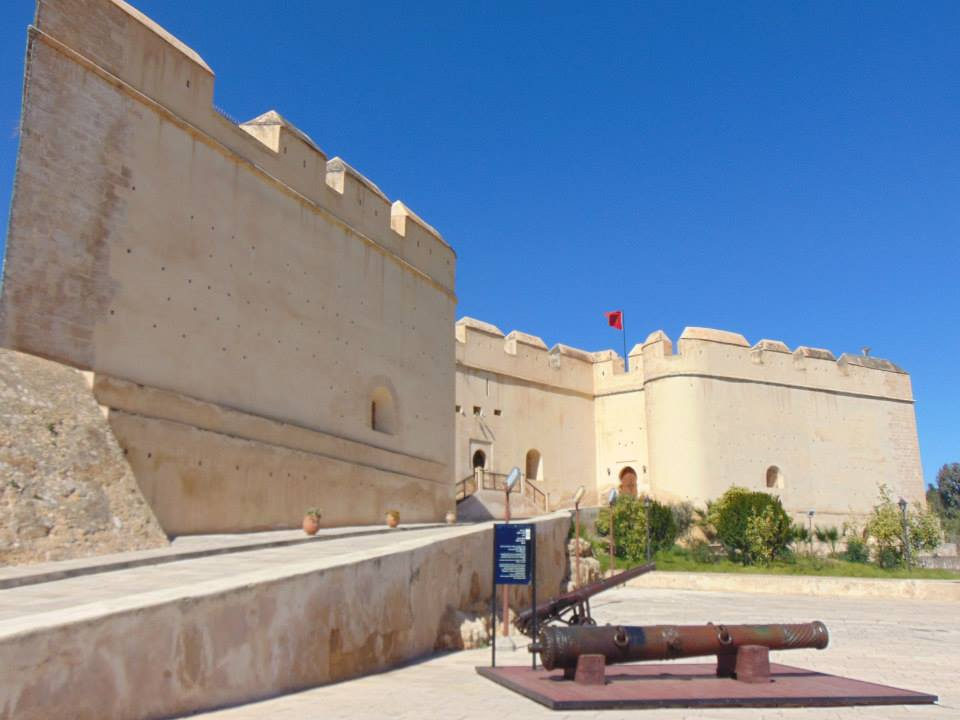
Borj Nord
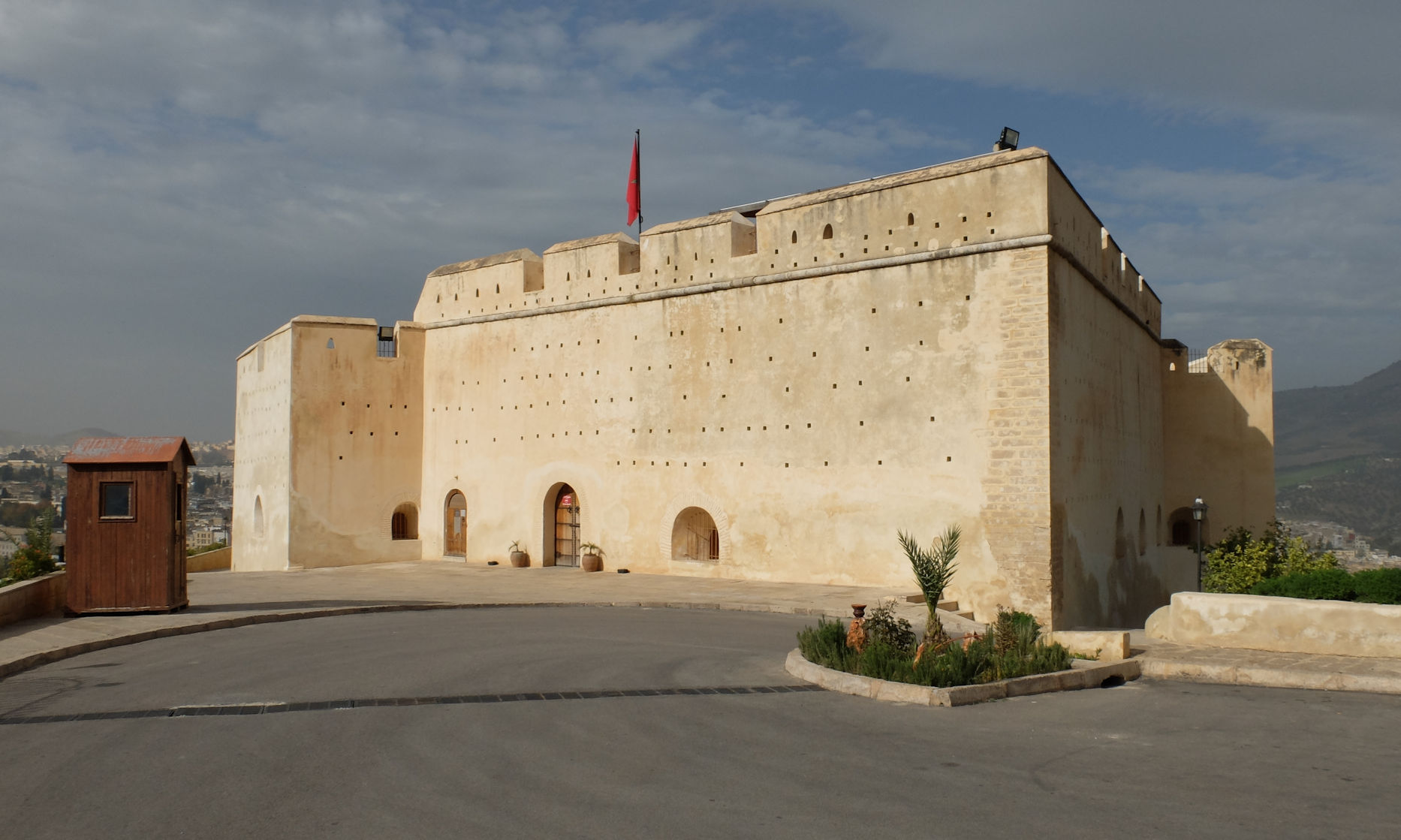
Borj Sud
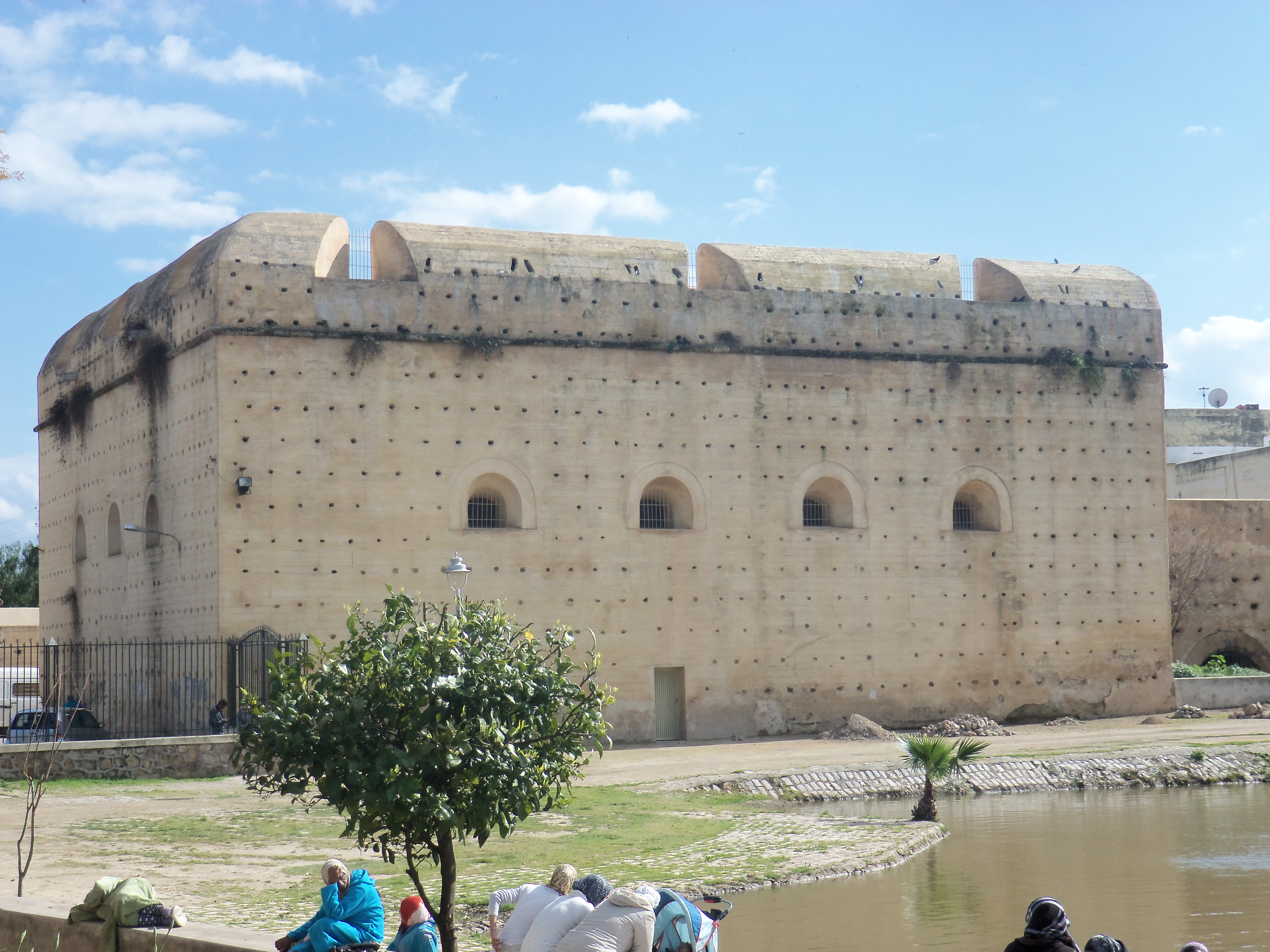
Borj Sheij Ahmed

## Portes de la ciutat

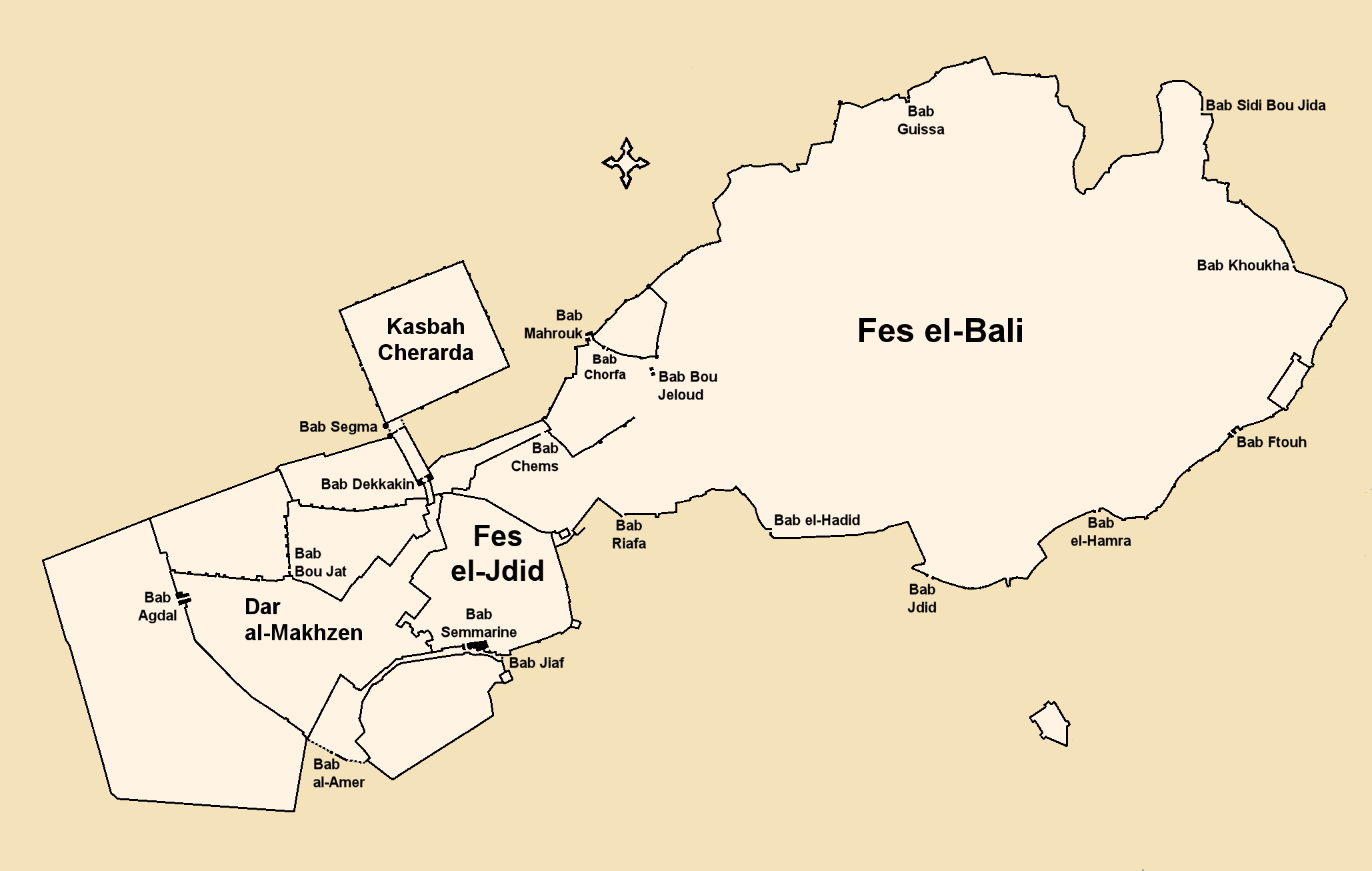
Mapa que mostra els noms i ubicacions de totes les portes històriques de Fes. (Nota: algunes portes, com Bab el-Hamra i Bab Khoukha, van desaparéixer fa segles, mentre que altres portes, com Bab Chems i Bab Riafa, daten de temps moderns)

Hi ha moltes portes tant a Fes el-Bali com a Fes el-Jdid, de diferent importància, que van des d'estructures militars monumentals fins a simples obertures al mur. S'enumeren tot seguit:

### Portes de Fes el-Bali
Les portes de Fes el-Bali són:
- Bab Mahrouk: històricament, la principal entrada occidental de les muralles de la ciutat, construïda a principis del segle xiii durant el govern de Muhàmmad an-Nàssir, en estil arquitectònic almohade. És al costat del Cementeri de Bab Mahrouk i la Kasbah An-Nouar.[15] El seu nom significa ‘Porta Cremada’.[2]
- Bab Bou Jeloud: la principal entrada occidental a Fes el-Bali ara (situada més a l'est que Bab Mahrouk) i un monument icònic de la medina de Fes. La construïren al 1913 al començament del domini colonial estranger francés, reemplaçant una porta més antiga i més modesta del mateix nom.[16]
- Bab Ftouh: la principal porta sud-oest de Fes el-Bali. Data de l'època almohade (segles XII-XIII) en la seua forma actual.[17] A prop és el Cementeri de Bab Ftouh i la Kasbah Tamdert.[2]
- Bab Guissa: la principal porta nord-oriental de Fes el-Bali, que també data en la seua forma actual de l'època almohade (segles XII-XIII).[2][18] La porta monumental originària, encara en peus, té una entrada en colze, però més tard s'obrí una petita porta lateral per a facilitar l'accés directe.[2][1] Al costat se'n troba la Mesquita de Bab Guissa.
- Bab el-Hadid: aquesta porta es troba a la part sud-oest de les muralles. Abans del segle xx, aquesta antiga zona no estava densament edificada, i estava ocupada sobretot per jardins i mansions dels habitants més rics de Fes. Per això, durant la major part de la història no va haver-hi grans vies d'accés.[2]
- Bab Jdid: aquesta porta, el nom de la qual significa ‘Porta Nova’, és a l'extrem sud de la ciutat, a prop de la sortida del Oued Bou Khrareb (el riu central que separa els districtes de Qarawiyyin i Andalous). Igual que Bab el-Hadid, no fou històricament una porta important a causa de l'escassa densitat de població que hi havia.[2] Hui, la zona de l'antiga porta està travessada per una de les úniques vies principals per les quals els cotxes i els autobusos poden accedir a la medina central, que duu a la plaça R'cif.[19]
- Bab Sidi Bou Jida (o Bab Sidi Boujda): només és una petita porta, actualment, situada a l'extrem nord-est de la ciutat (en una àrea on les muralles sobreeixien lleugerament) i servia d'entrada exterior al districte de Keddane (o Keddan).[20][2][8] La porta més antiga en aquesta àrea es deia Bab Abi Sofyan, mentre que una porta posterior també es va dir Bab Beni Msafer.[2]
- Bab el-Hamra: aquesta porta, que significa ‘Porta Vermella’ (o potser ‘Porta de la Dama Vermella’), era a poca distància a l'oest de Bab Ftouh, però en el segle xvi sembla que ja havia desaparegut. El seu nom es conservà pel nom del cementeri de Bab al-Hamra, situat dins de les muralles i a l'oest de Bab Ftouh.[2]
- Bab Khoukha: també coneguda com Bab Knisa (‘Porta de l'Església’), era a l'extrem est/sud-est de la ciutat, just al nord-est de Bab Ftouh. Igual que Bab al-Hamra, ja havia desaparegut al segle xvi, i restava només el seu nom com a topònim de la zona.[2]
- Bab Chorfa: la porta d'accés a la Kasbah An-Nouar, una ciutadella a l'extrem occidental de Fes el-Bali. La forma actual data de l'època alauita.[2] El nom significa ‘Porta dels xerifs’.
- Bab Chems: aquesta senzilla porta es troba a l'extrem occidental de la plaça Bou Jeloud i a l'extrem oriental del corredor emmurallat que duu des del Vell Mecuar i Fes el-Jdid.[2] :106–107 Probablement s'obrí per primera vegada a la fi del segle xix, quan Mulay Hasan va construir el corredor. Bab Chems és una transliteració francesa de l'àrab Bab (aix-)Xams, ‘Porta del Sol’. El nom probablement prové d'un petit lloc de guarnició o fort proper, just a l'oest, anomenat Kasbah ech-Chems (o Kasbah ash-Shams).[2] Encara que hui la porta té un aspecte tradicional d'arc de ferradura apuntat, en el segle xix es va construir en un estil italià o neoclàssic i se la coneixia com a Bab Campini, en honor a l'arquitecte italià que la dissenyà. Posteriorment, els funcionaris francesos del període del Protectorat (segle xx) la van remodelar amb l'aspecte actual per a esborrar el que consideraven influències estrangeres en l'arquitectura local marroquina.[21]

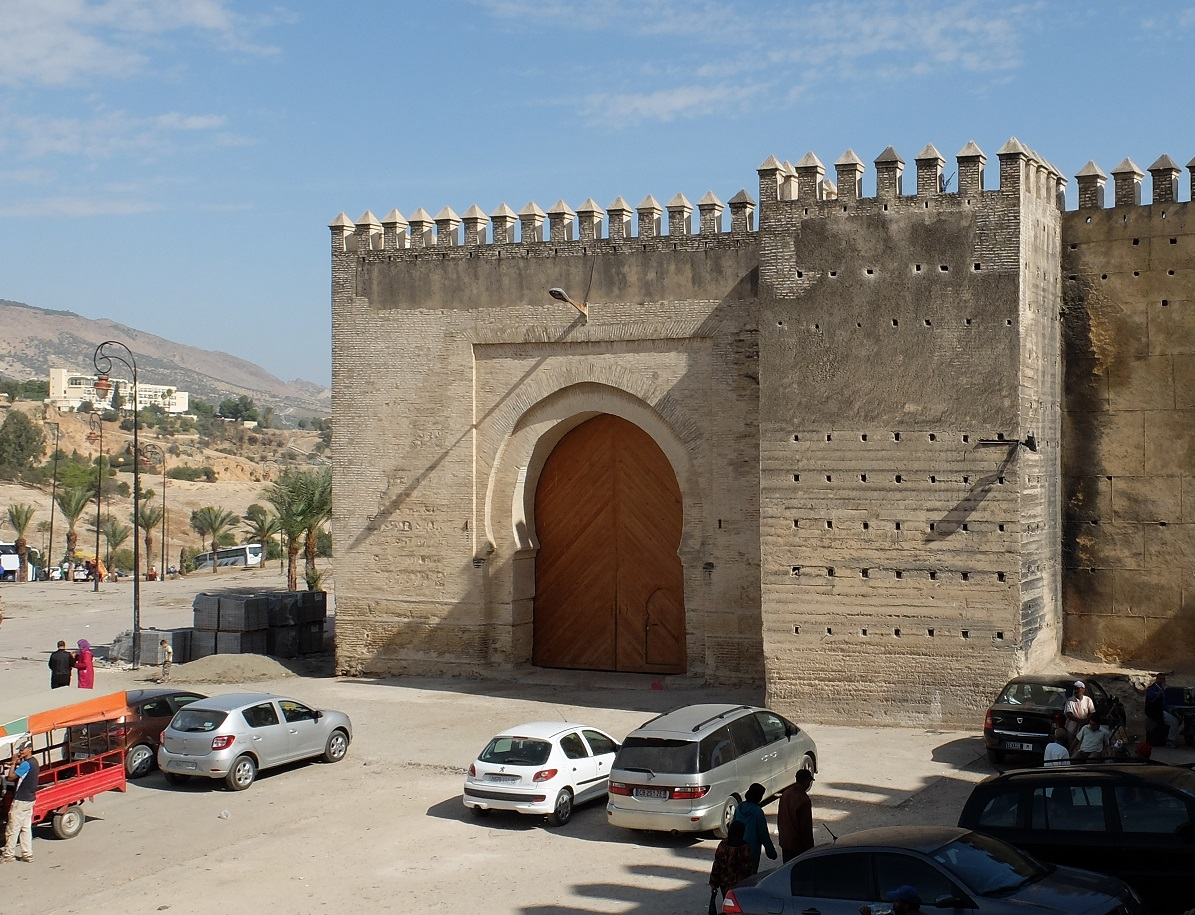
Bab Mahrouk
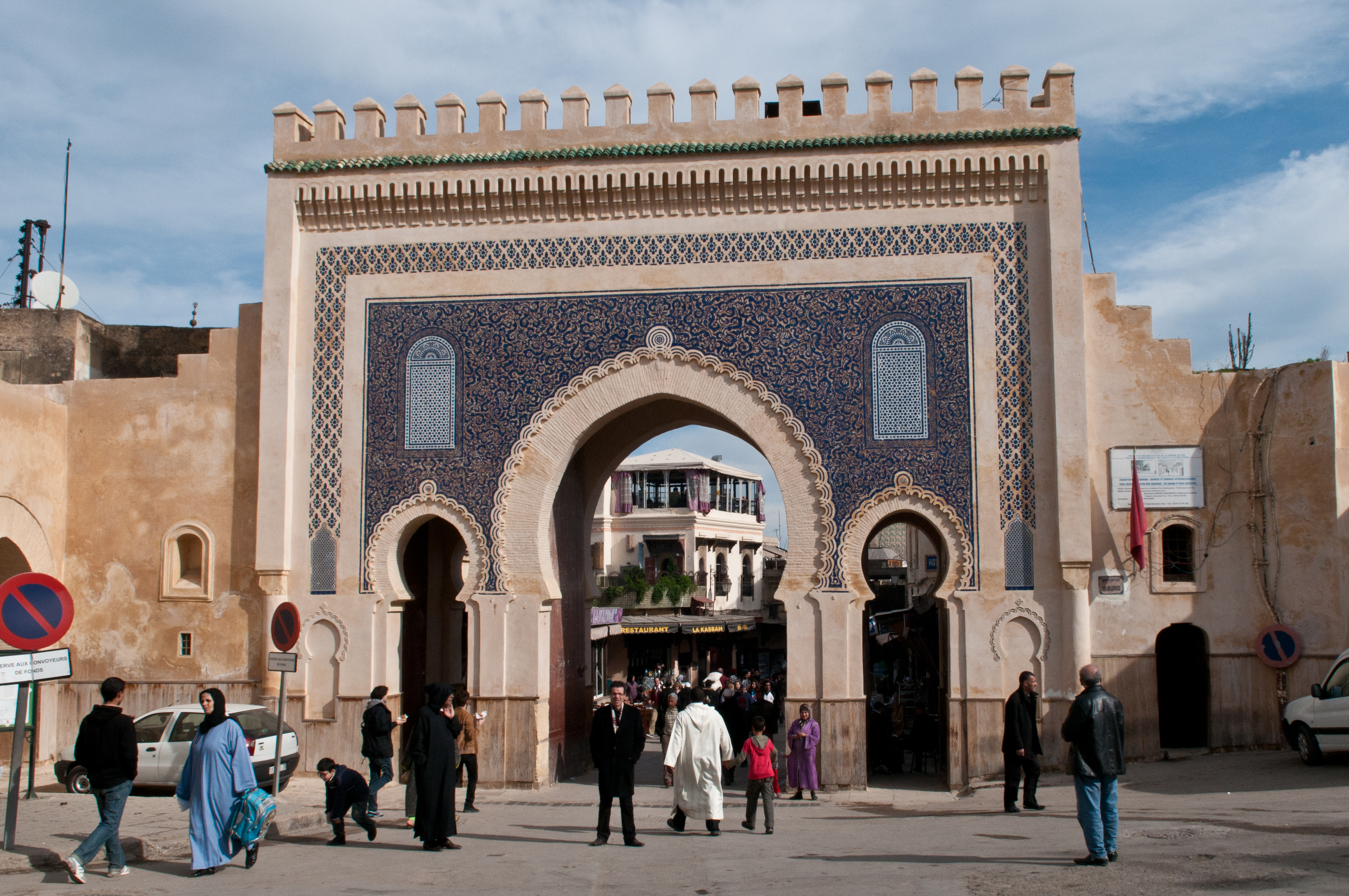
Bab Bou Jeloud
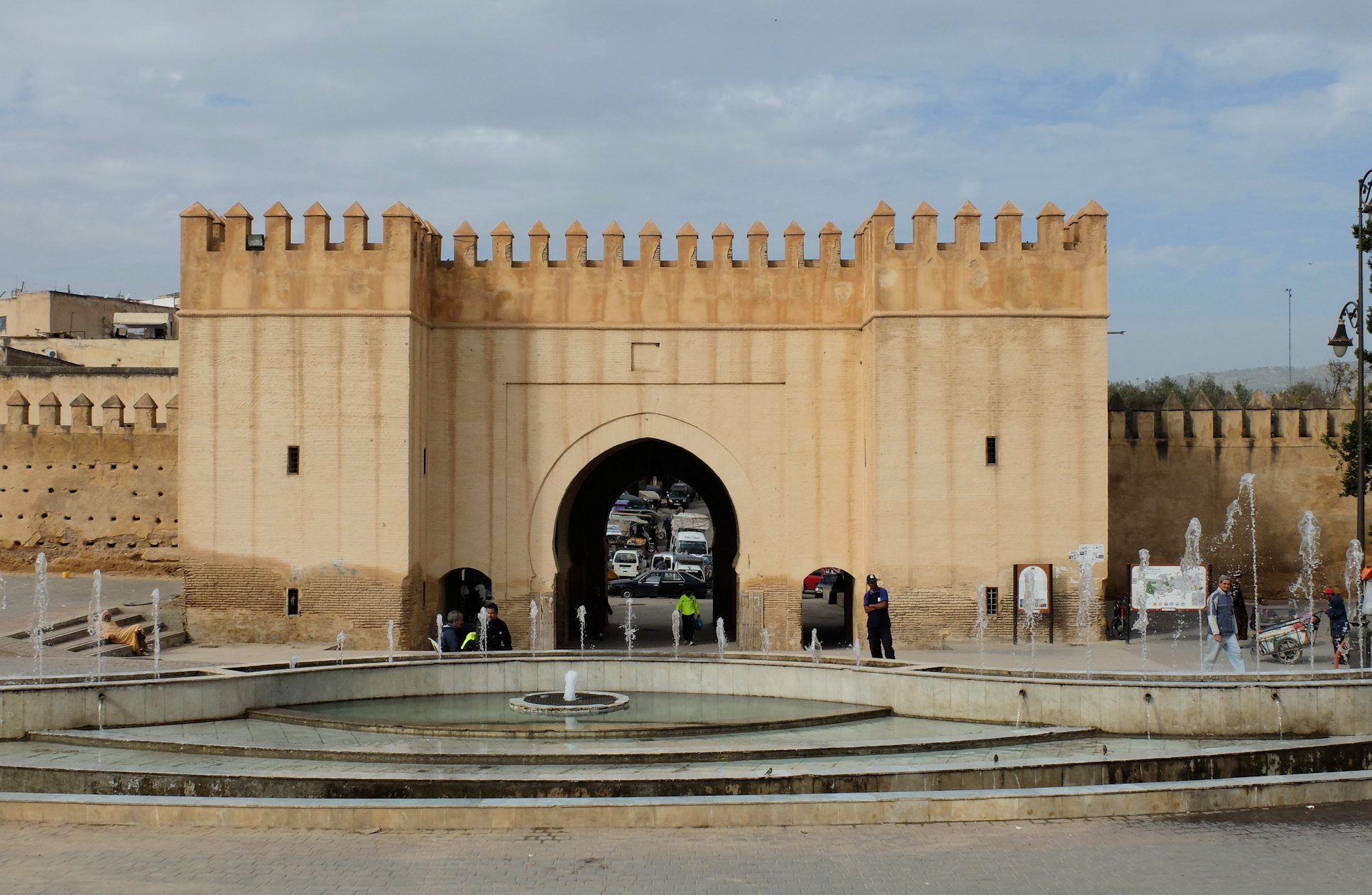
Bab Ftouh
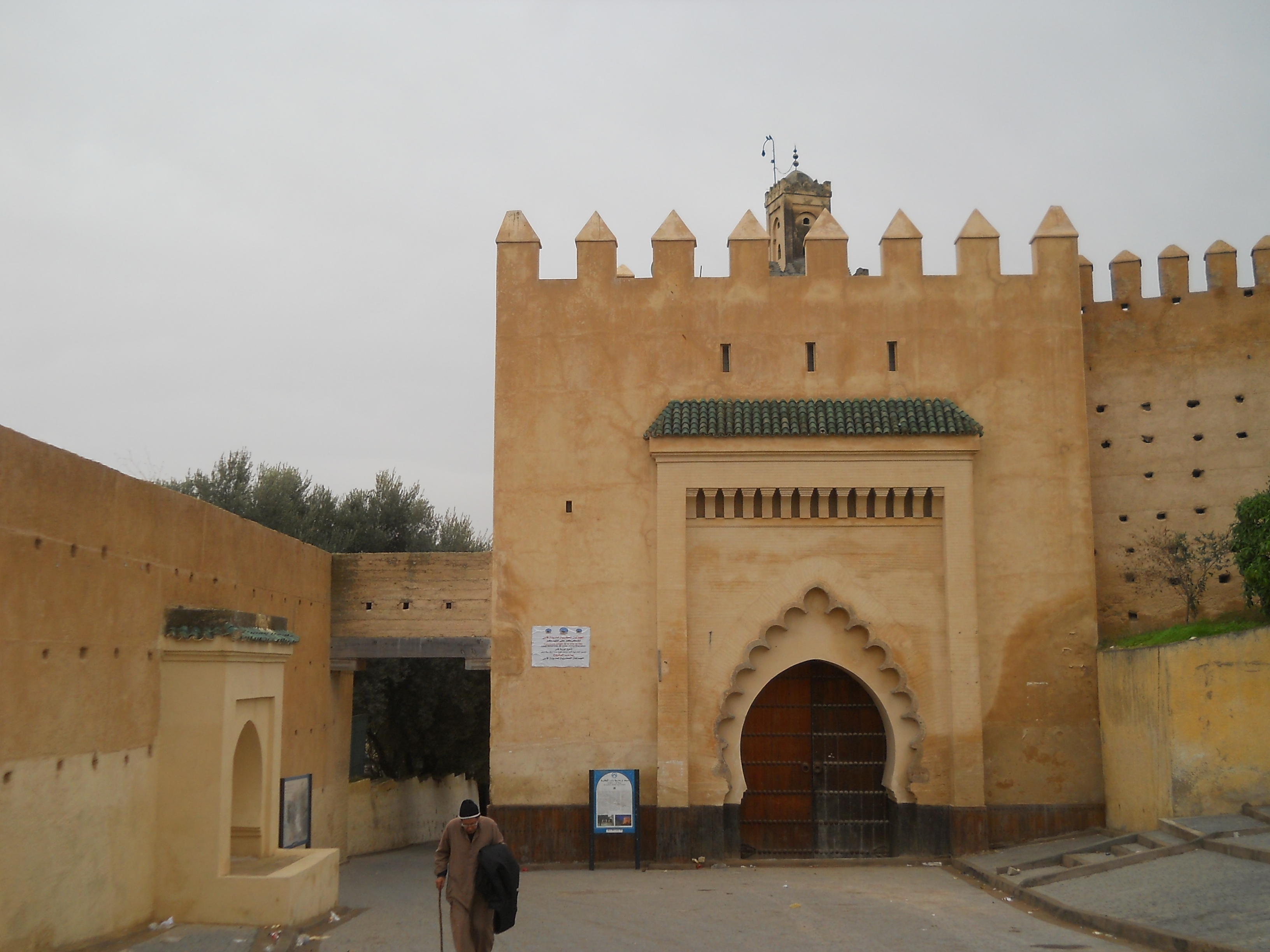
Bab Guissa
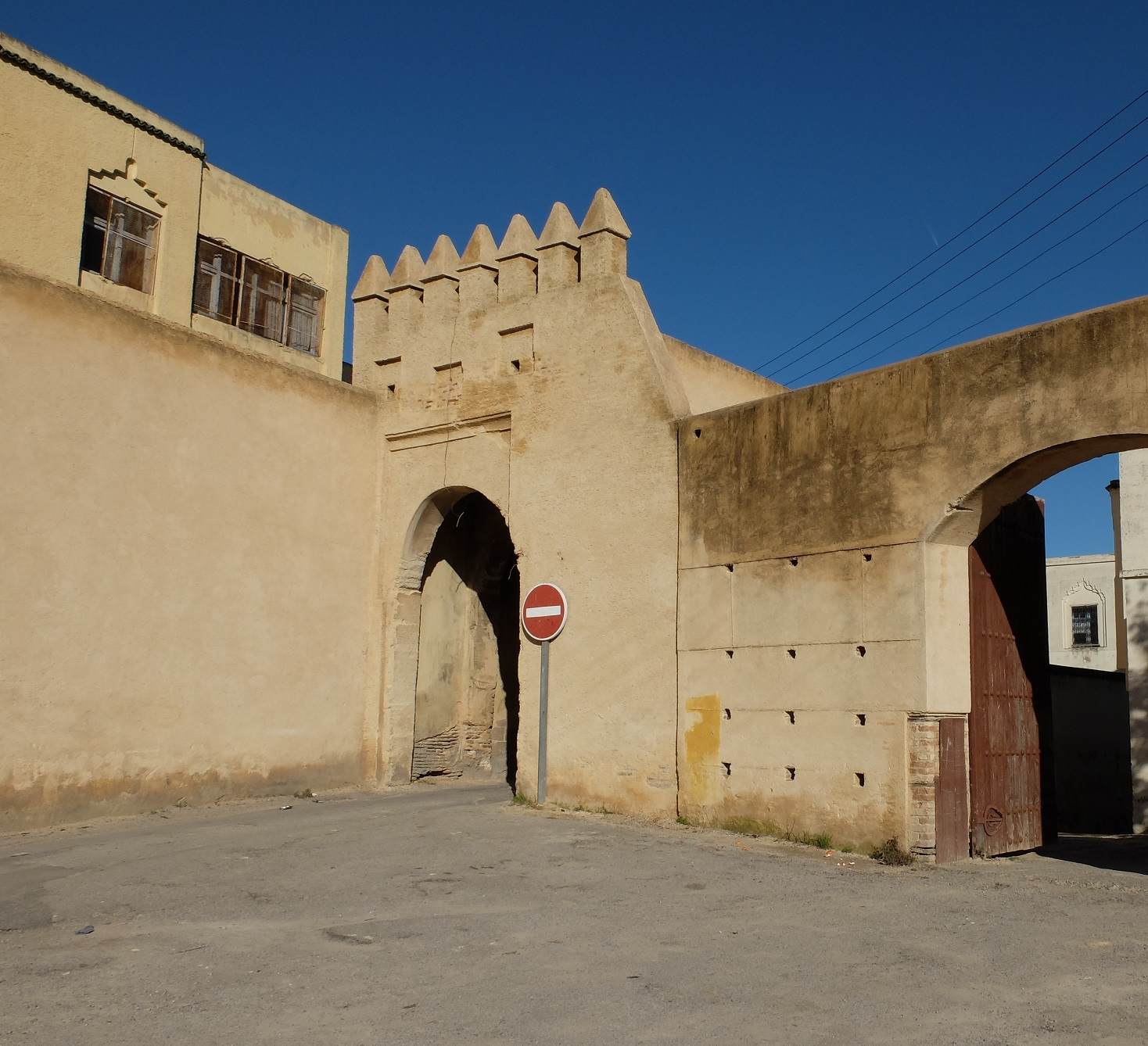
Bab el Hadid
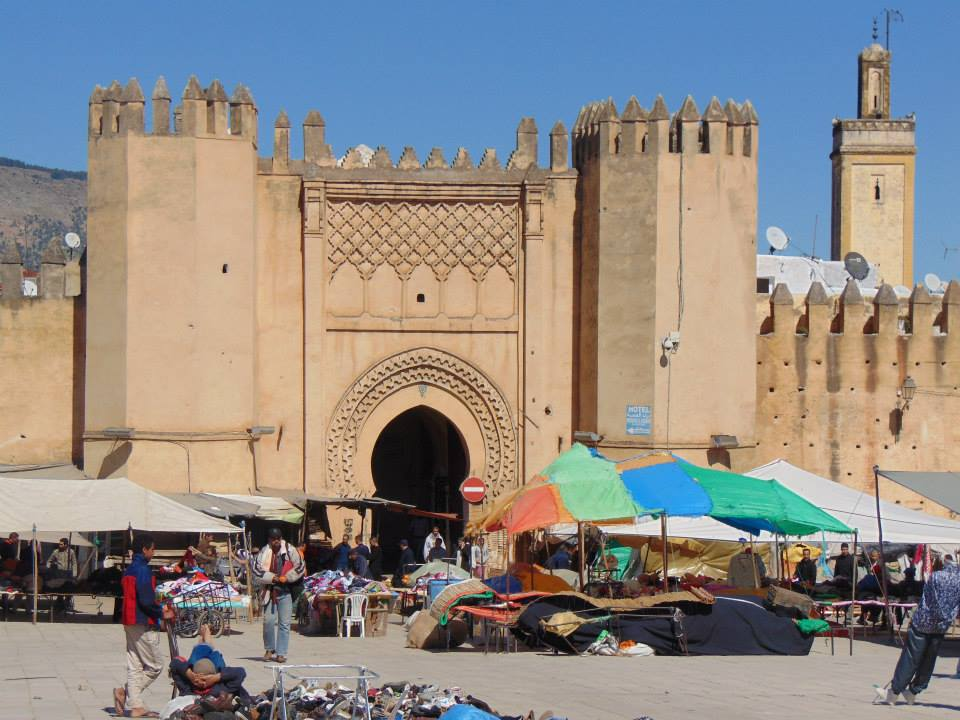
Bab Chorfa
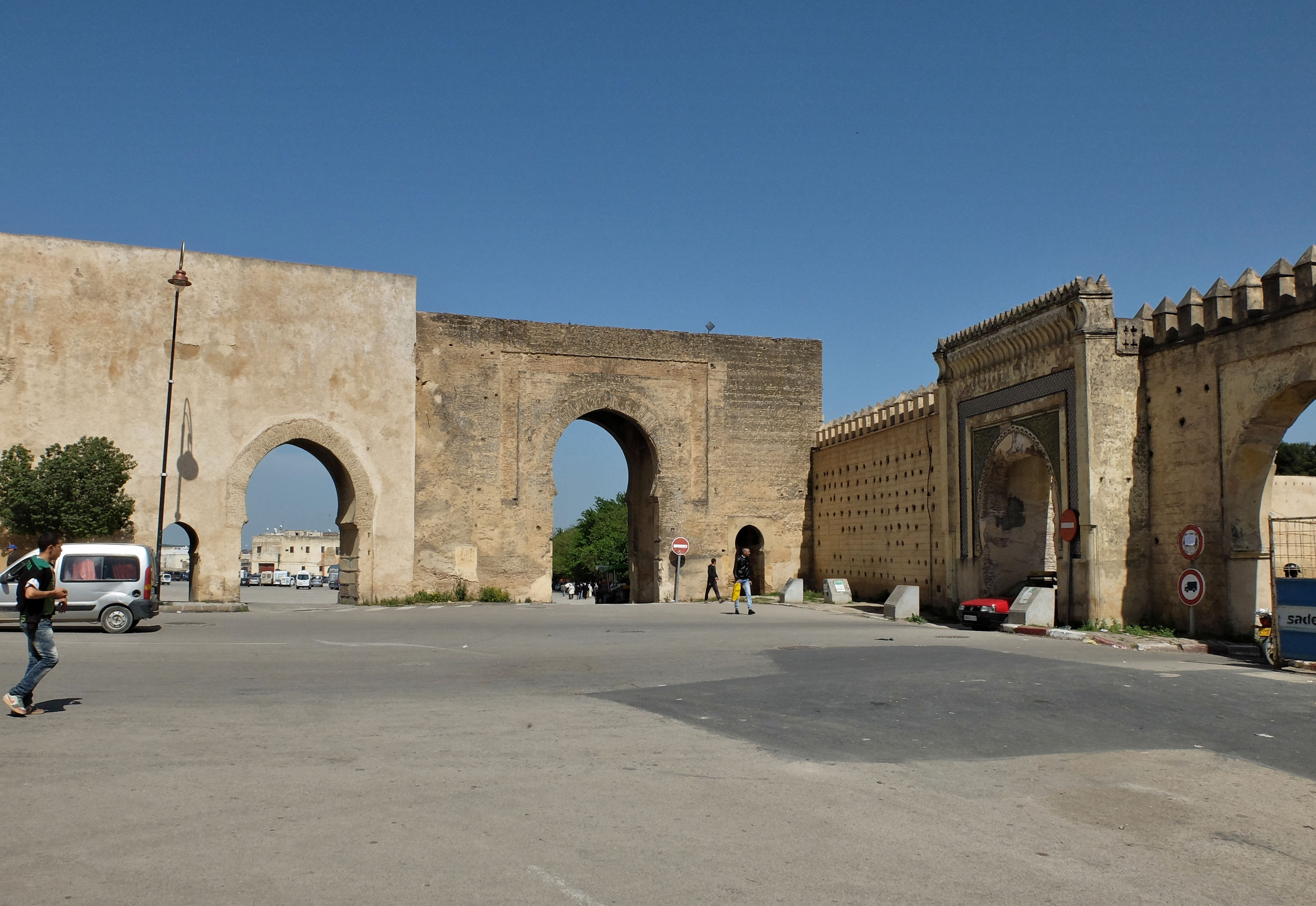
Bab Chems

### Portes de Fes el-Jdid
Les portes de Fes el-Jdid són:
- Bab Semmarine: aquesta porta és a prop del Barri Jueu (Mellah), a l'extrem sud de la Grande Rue (carrer principal de nord a sud) de Fes el-Jdid.[2] Data del 1276 i era la principal porta sud de la ciutat al mur fortificat principal (o interior) i l'entrada sud als districtes residencials de Fez el-Jdid. La modificaren a la primeria del segle xx.[1][7]
- Bab al-Amer: aquesta porta data del 1276 i és la principal entrada occidental a Fes el-Jdid, ubicada a prop de l'extrem occidental del Mellah jueu.[11][1] Estava situada al llarg del mur exterior sud de Fes el-Jdid (mentre que Bab Semmarine era al llarg del mur interior més fortificat).[11]
- Bab Dekkakin (o Bab Dekakene): situat entre el Vell Mecuar i el Nou Mecuar, davant l'entrada nord-est de Dar al-Makhzen. El nom significa ‘Porta dels Bancs'.[2][7] Al principi es coneixia com a Bab es-Sebaa o Bab es-Seba (‘Porta del Lleó’).[2][1] Data del 1276 i era la principal entrada nord a Fes el-Jdid, abans de patir unes modificacions a finals del segle xix i primeria del segle xx.[11]
- Bab Segma: aquesta porta és a l'àrea entre Kasbah Cherarda i les muralles del Nou Mecuar, marcada per dues massisses torres octogonals del període marínida (amb remodelacions posteriors).[2][11] Formaven part d'una entrada al Jardí Mosara, un vast jardí reial marínida creat al 1287 al nord de Fes el-Jdid.[12] Els jardins s'abastien per un aqüeducte que discorria entre Bab Dekkakin i Bab Segma.[12] El nom prové d'una dona pietosa anomenada Amina Sagma, que fou soterrada ací al 1737, i s'ha conservat el topònim en l'àrea que a voltes s'aplica al nou Bab Khibbat es-Smen.
- Bab Kbibat es-Smen: és la porta d'entrada nord al Nou Mecuar (històricament diferent de Bab Segma, però a vegades amb el mateix nom).[2][7] La porta data del 1886, quan Mulay Hasan en va construir la contigua Dar al-Makina.[7] La porta també s'anomena Bab Moussiki en una altra font.[11]
- Bab Bou Jat: l'antiga entrada occidental al barri de Moulay Abdallah de Fes el-Jdid, però tancada durant l'expansió dels terrenys de Dar al-Makhzen.[2]
- Bab Agdal: una porta marínida ben conservada, que probablement data del 1276 (fundació de Fes el-Jdid), ubicada al cantó nord-oest del que ara són els Jardins de Lalla Mina del Palau Reial.[11] Conserva els elements defensius marínides, com ara l'entrada en colze, i era antigament l'entrada occidental de Fes el-Jdid i del Palau Reial, però esdevingué supèrflua quan es feren els Jardins de l'Agdal, amb les seues muralles a l'oest.[11]
- Bab Jiaf (o Bab Sidi Bou Nafa'): aquesta porta, que ja no existeix pas, era en la muralla sud de Fes el-Jdid, a l'est de Bab Semmarine. La zona de la antiga porta la travessa hui la carretera (carrer Bou Ksissat) que passa entre el Mellah i Bab Semmarine. El nom encara perviu com a topònim, i un dels baluards sadites propers en duu el nom.[2]
- Bab Riafa (o Bab Jbala): es podria dir que aquesta porta pertany a Fes el-Jdid[1] però es troba al mur sud del corredor construït per Mulay Hasan en el segle xix per a unir Fes el-Jdid amb Fes el-Bali.[2] Abans fou una guarnició o petita kasbah que albergava tropes del Rif, del nord de Marroc, i el nom significa ‘Porta dels Rifenys’ (Bab Jbala significa ‘'Porta de la Muntanya’, segurament també en referència al Rif).[2][22] Una carretera (Avinguda de la UNESCO) passa hui per un portal modern.[22]
- Bab el-Mellah: aquesta porta és dins del districte de més al sud de Fes el-Jdid, al llarg del carrer principal. Marcava el límit entre el barri de Sidi Bou Nafa a l'est (situat al sud de Bab Semmarine, a prop del borj del mateix nom) i el Mellah jueu a l'oest (els antics quarters dels regiments d'arquers siris del soldà marínida). La porta primigènia tenia, com moltes portes antigues, una entrada en colze i estava flanquejada per dues grans torres.[2]

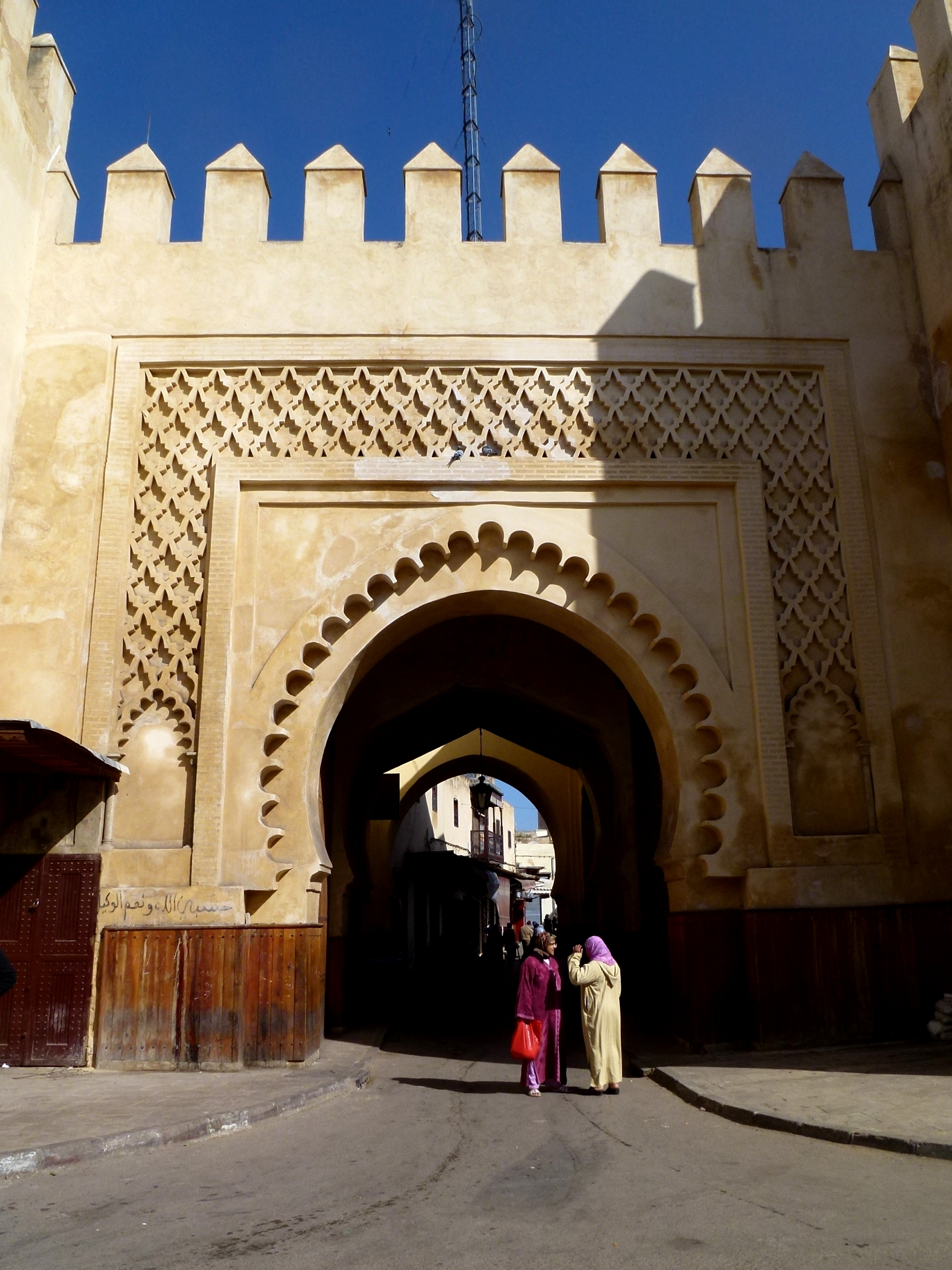
Bab Semmarine
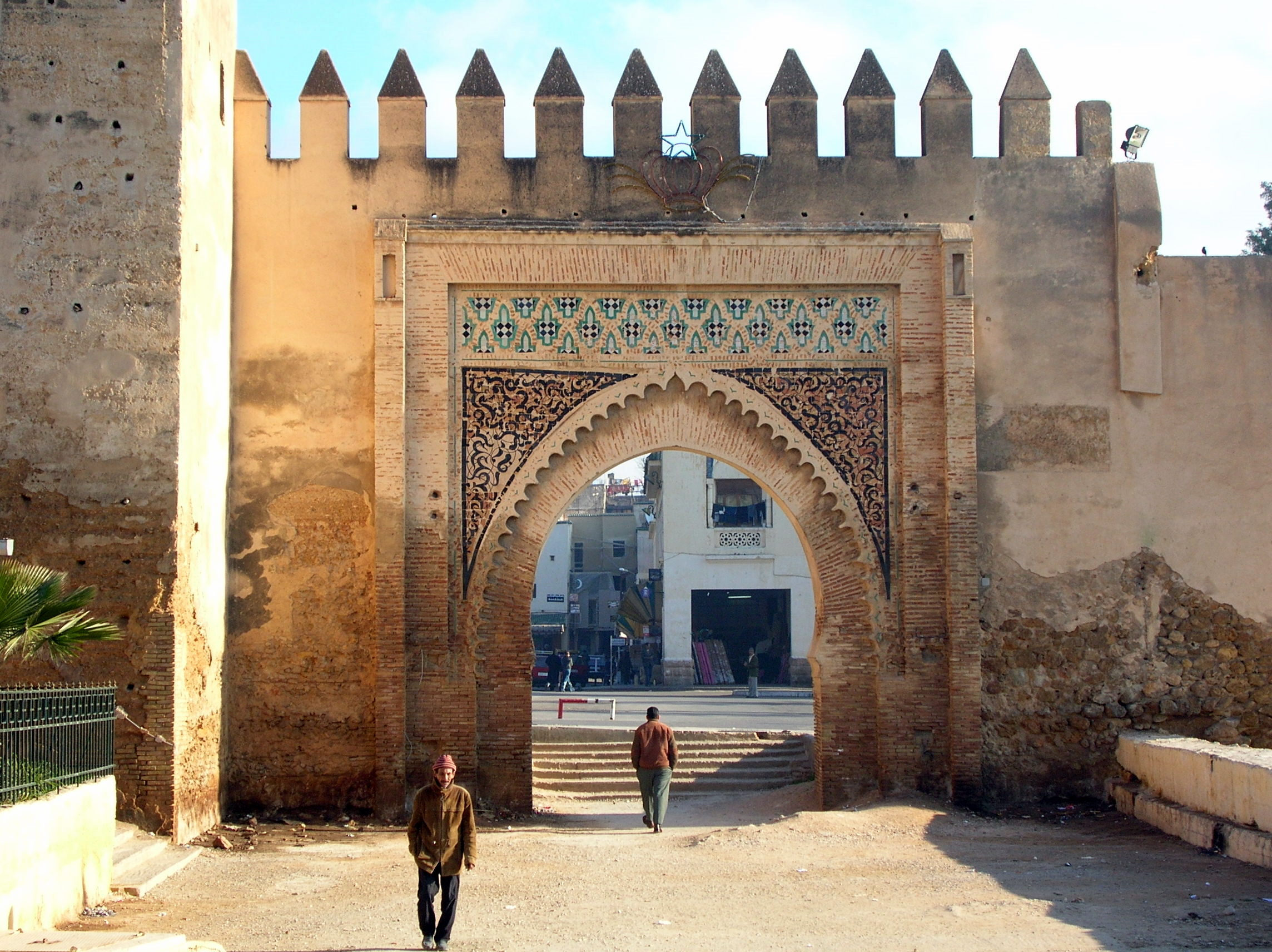
Bab al-Amer
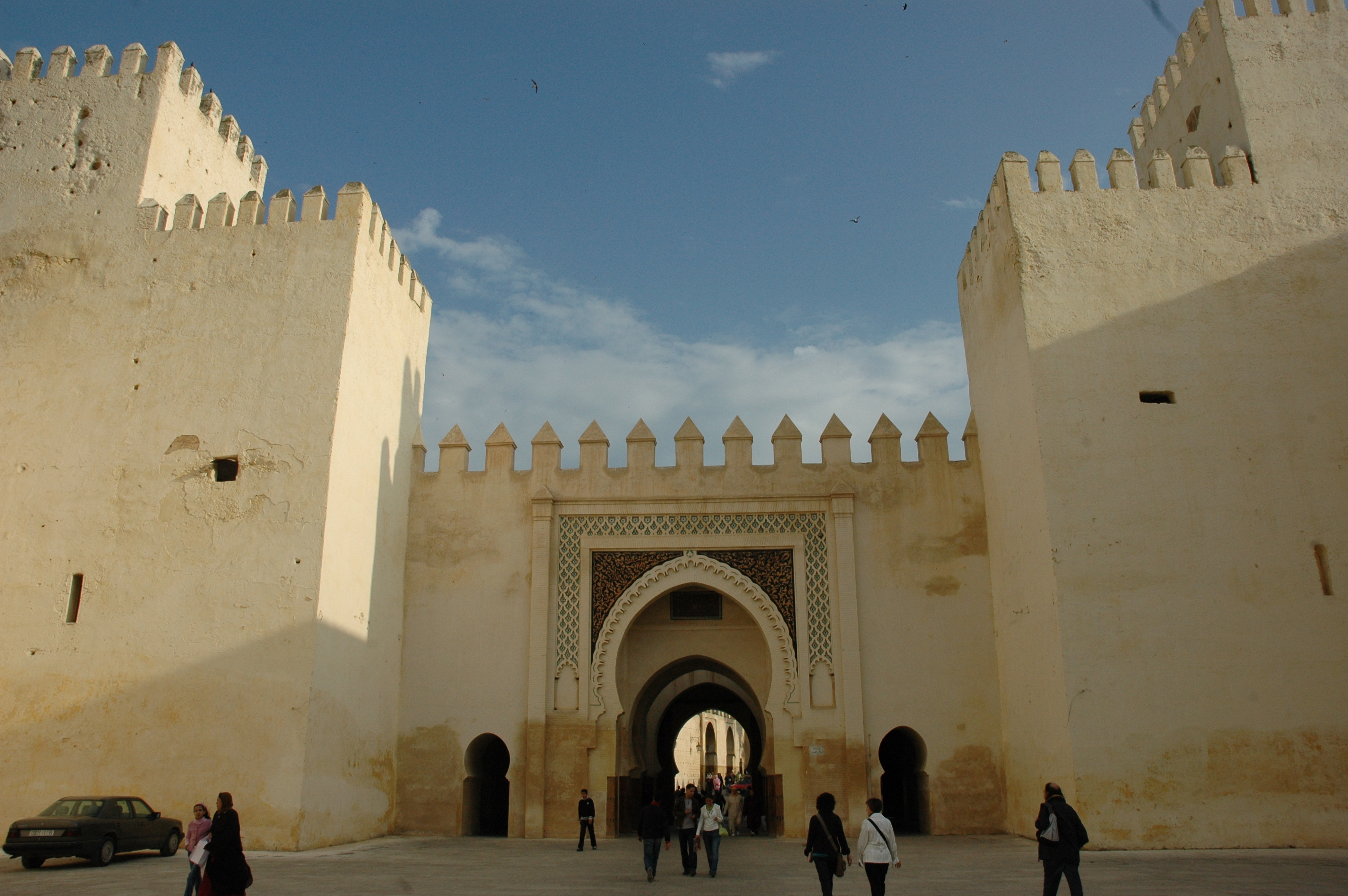
Bab Dekkakin (Bab es-Sebaa)
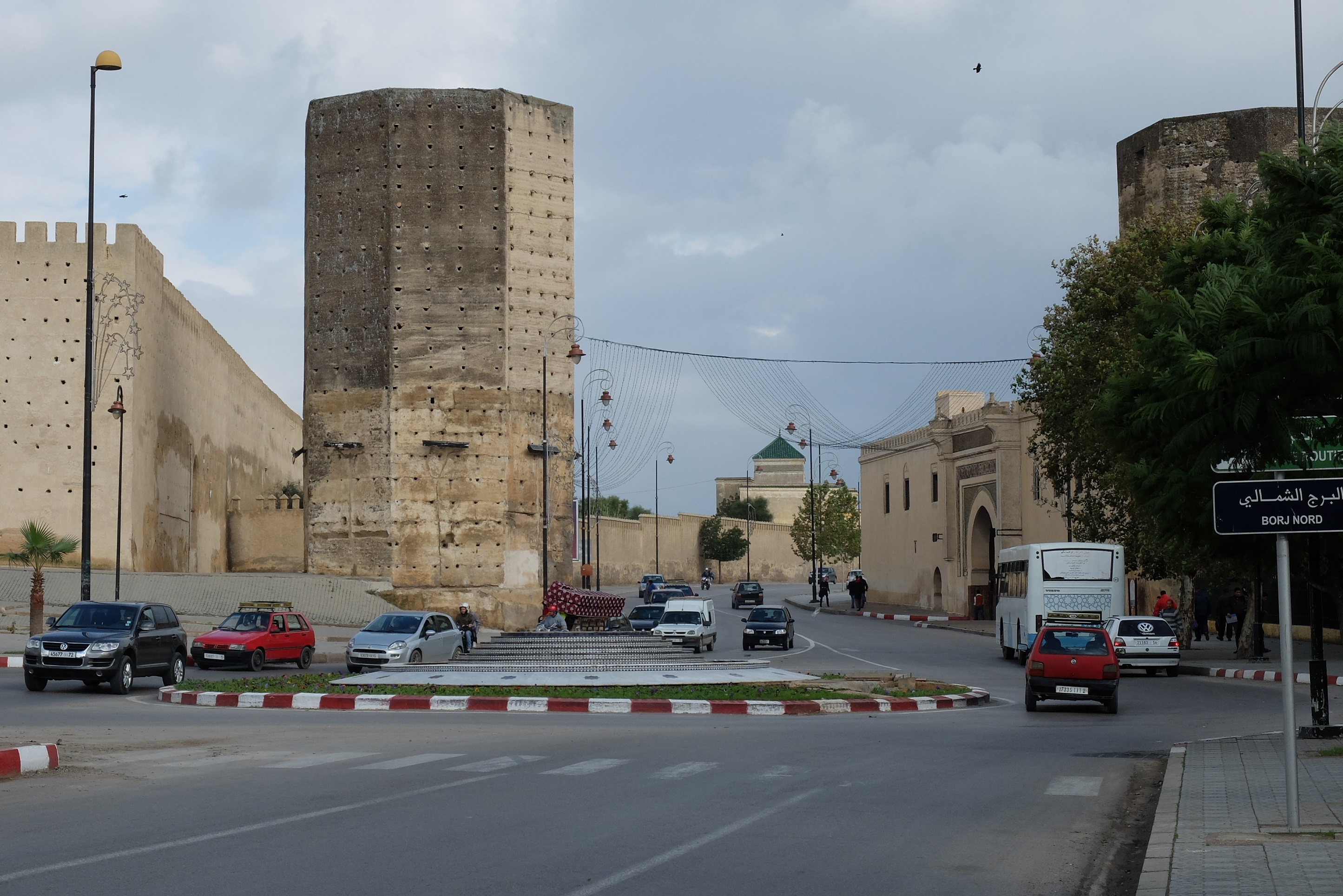
Bab Segma
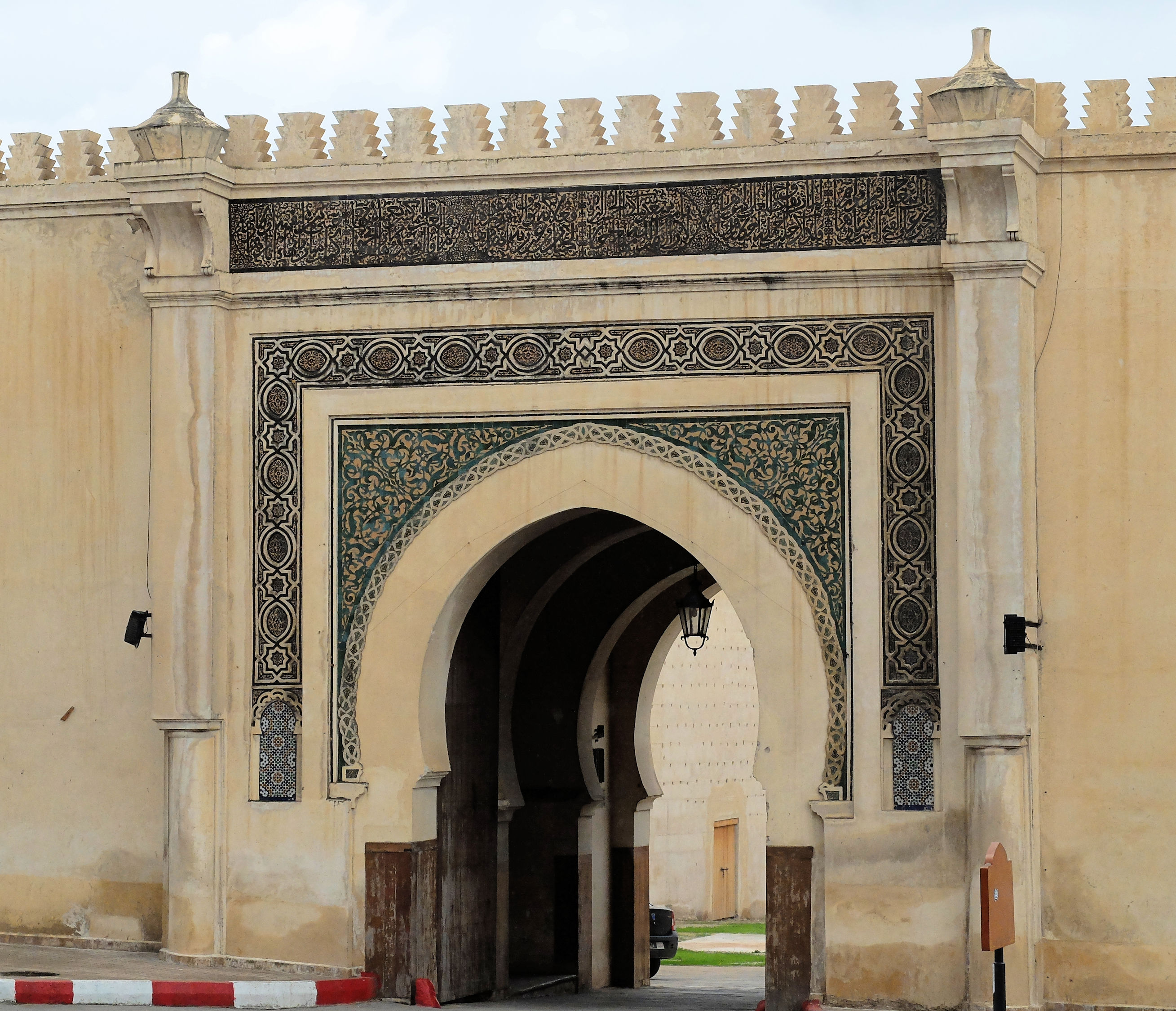
Bab Kbibat es-Smen
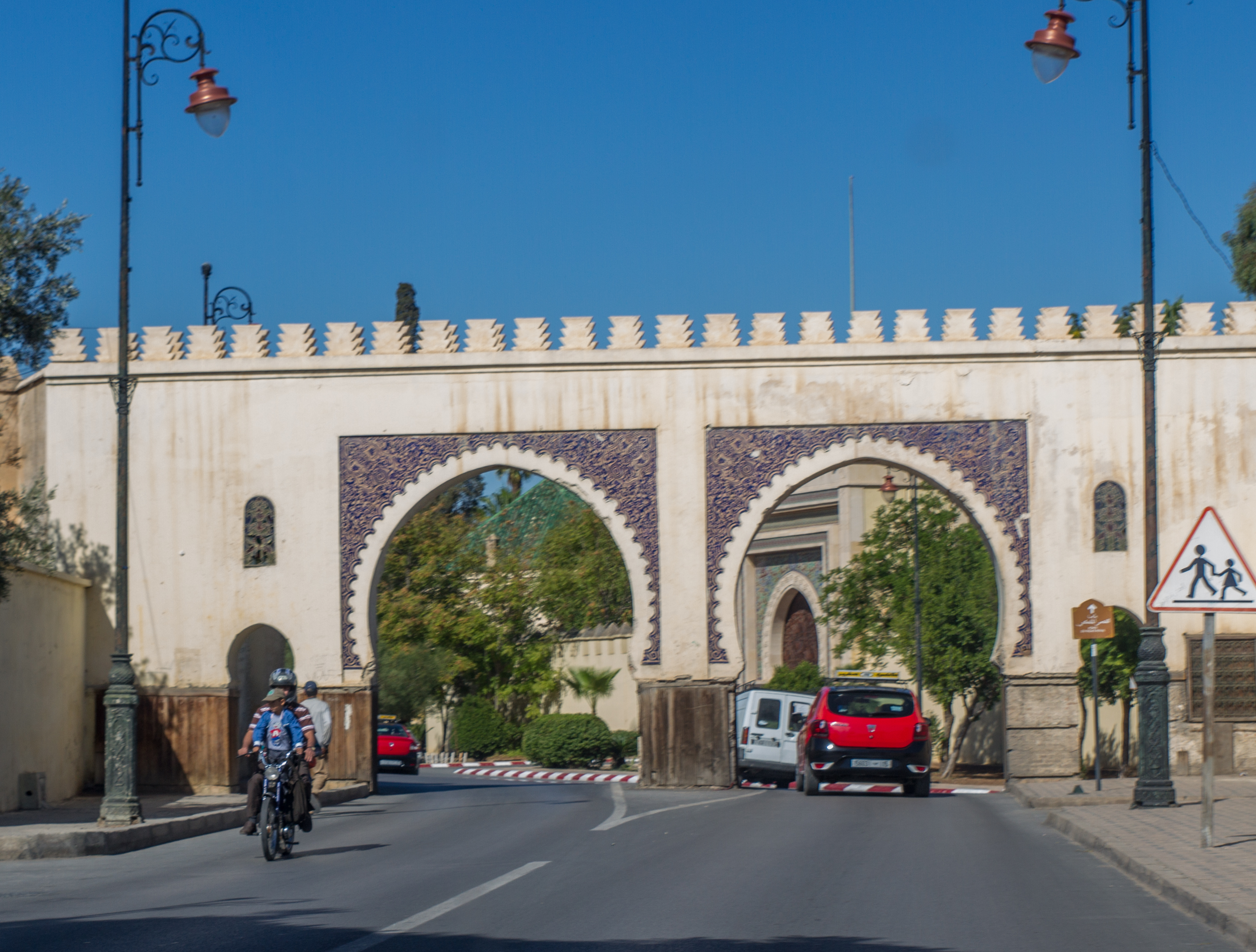
Bab Riafa
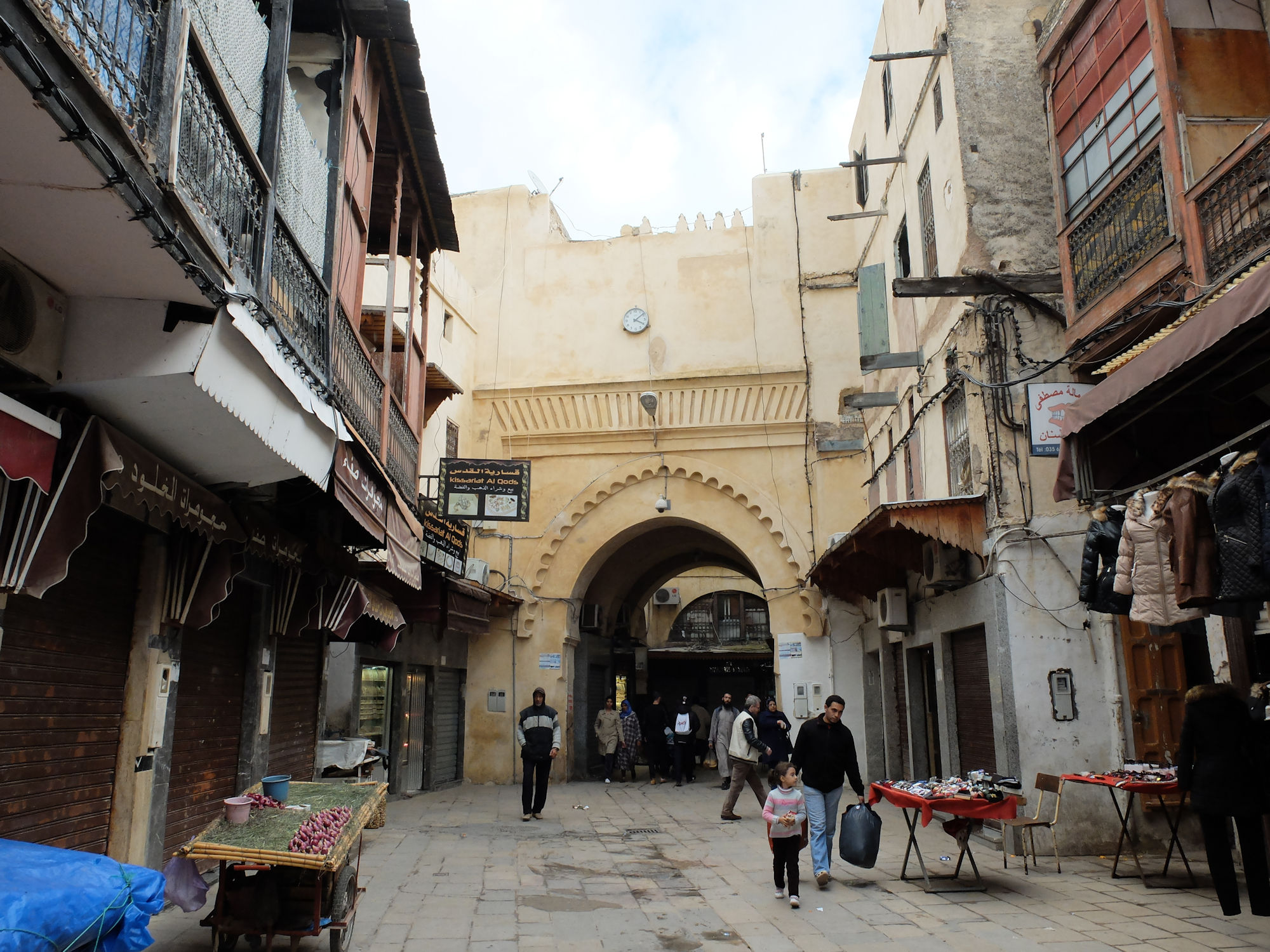
Bab el-Mellah